# 马丁·路德·金
小馬丁·路德·金恩（英語：Martin Luther King, Jr.，1929年1月15日—1968年4月4日），美国浸信会牧师、社会活动家，非裔美国人民权运动的主要领导人。他主張以非暴力的公民抗命方法爭取非裔美國人的基本權利，而成為美國進步主義的象徵。
馬丁·路德·金出生時名為麥可·金（Michael King），他的父親為了紀念16世紀歐洲宗教改革領袖馬丁·路德而將他改名。身為一位黑人教会领袖，金在他職業生涯早期就已開始投入民權運動，曾領導1955年聯合抵制蒙哥馬利公車運動，並在1957年協助建立南方基督教領袖會議（SCLC）。擔任SCLC首任主席期間，金曾在1962年於喬治亞州奧爾巴尼發起反種族隔離抗爭，但以失敗告終；不過，他在阿拉巴馬州伯明罕組織的非暴力抗議行動則成為全美新聞焦點，與粗暴的警方恰成對比。1963年，金發起「向華盛頓進軍」行動，在林肯紀念堂前發表《我有一個夢》演講，成為美國歷史上最負名望的演說家。由於金具有左翼的激進思想，使他成為美國聯邦調查局「反諜計畫」的監控對象之一，後者懷疑金可能與共產主義有關；聯邦調查局曾調查出金恩疑似涉及婚外情的跡象，並向美國政府汇報，然後再向金寄出匿名信，試圖以此逼他自殺。
1964年10月14日，諾貝爾委員會因小馬丁·路德·金長期以非暴力方法追求種族平等理想而授予他諾貝爾和平獎；1965年，他與SCLC共同組織「由塞爾瑪向蒙哥馬利進軍」行動，隔年又將民權運動往北擴散至芝加哥。在他生命最後幾年，除了民權運動，金也關注美國的貧窮問題和越南戰爭，發表《越南背後：打破沉默的時刻》演講說明他對越戰的立場轉變。金以曾規劃全美性質的佔領華盛頓特區行動，是為「窮人運動」。1968年4月4日，馬丁·路德·金遭人暗殺，地點是田納西州孟斐斯一家汽車旅館；金遇刺後，全美各地都出現暴動。之後，詹姆斯·厄爾·雷遭到逮捕，被指為殺害金的兇手；根據他的辯詞，他是與政府特工一同策劃或犯案的，直到暗殺案後20年仍如此堅稱。1999年7月召開的民事審判庭上，餐廳老闆勞伊德·宙沃斯被指為金遇刺案的共犯。
金過世後，1977年，美國總統傑拉爾德·福特向他追贈總統自由勳章；2004年，美國國會決議向金追贈國會質獎章，兩者都是美國平民最高榮譽。1986年，每年一月的第三個星期一被定為「馬丁·路德·金紀念日」，是美國聯邦假日之一。另有數百條街道以金恩命名。2011年，位在華盛頓特區國家廣場上的馬丁·路德·金恩紀念碑正式開放給公眾參觀。

## 早年生活和教育

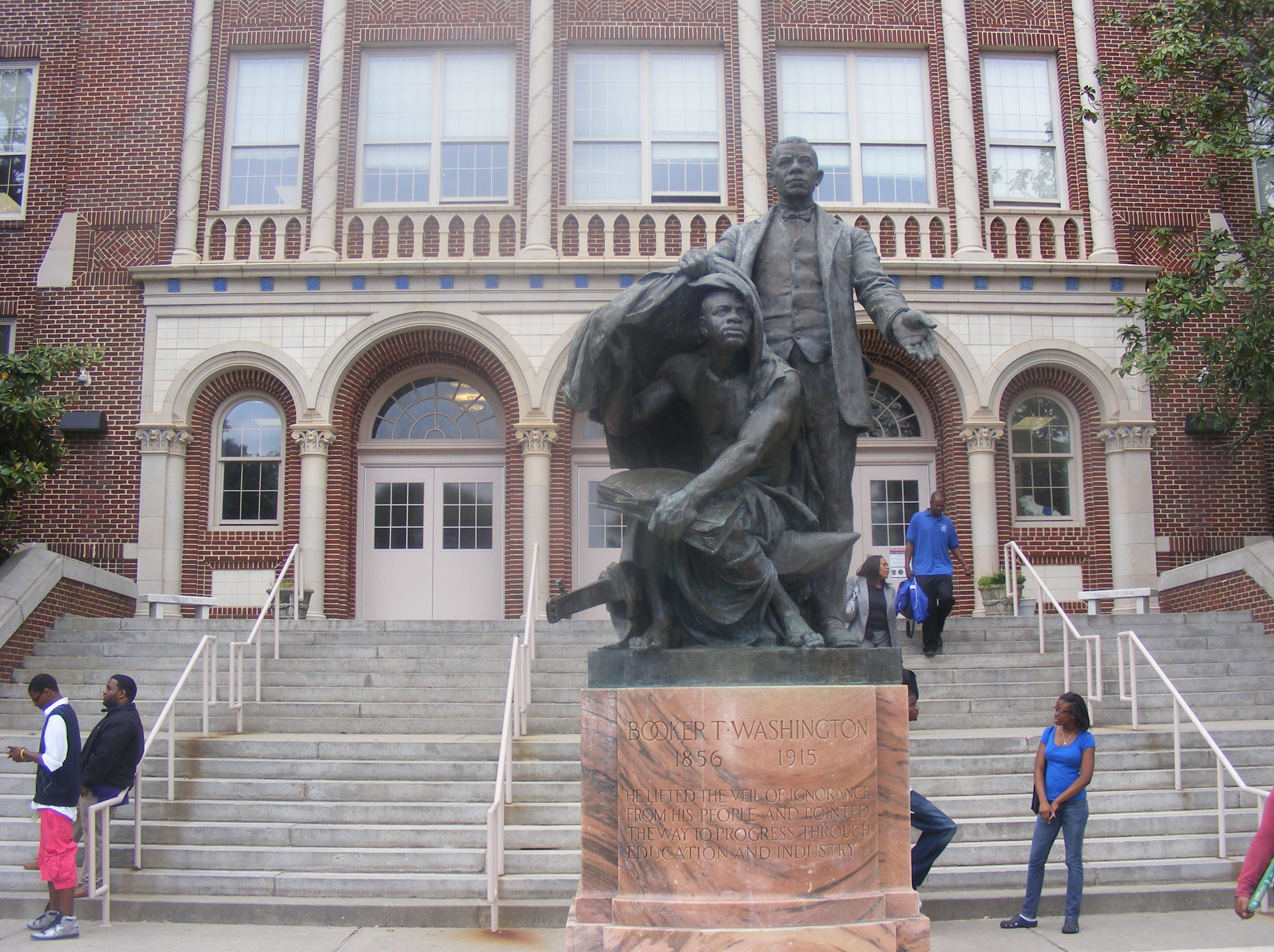
金的母校布克·T·华盛顿高中

馬丁·路德·金於1929年1月15日在美國喬治亞州亞特蘭大出生，是老馬丁·路德·金和亞伯達·威廉·金的兒子。他出生時的名字是麥可·金（Michael King），與他父親出生時的名字相同。老馬丁·路德·金1934年前往納粹德國政權時的柏林參加第五屆浸信會世界聯合會議（Fifth Baptist World Alliance Congress）後，更改他們父子倆的名字，以紀念16世紀宗教改革領袖、德國神學家馬丁·路德。
小馬丁·路德·金是金家第二個孩子，他有一位姊姊克里絲汀·金·法瑞絲和一個弟弟阿爾弗雷德·丹尼爾·威廉斯·金。1939年時，金與他參加的教會唱詩班一同在《亂世佳人》於亞特蘭大首映時獻唱。
金原本對許多基督教教義持懷疑論，13歲上主日學時，還拒絕相信耶穌將會再度降臨，疑慮在他心中滋長。不過，他隨後發現「《聖經》中蘊含許多深奧真理，是任何人都不能逃避的」，因此決定進入神學院就讀。
金成長於亞特蘭大，在當地布魯克·T·華盛頓高中就讀。他是個早熟的學生，得以跳級免修九年級和十二年級課程，直接進入莫爾豪斯學院就讀，時年15歲。1948年，小馬丁·路德·金從莫爾豪斯學院畢業，獲得社會學學士學位。而後金進入賓夕法尼亞州切斯特的克魯塞斯神學院就讀，並於1951年獲得神學學士學位。1953年6月18日，金與科麗塔·史考特在科麗塔位於阿拉巴馬州海博格的娘家草坪上成親。兩人育有4名子女：尤蘭達·金、馬丁·路德·金三世、戴科斯特·史考特·金、柏妮絲·金。
1954年，金受阿拉巴馬州蒙哥馬利市的迪克斯特大道浸信會教堂聘為牧師，時年25歲。其後金便在波士頓大學進行博士研究，主題是系統神學，並於1955年6月5日獲得博士學位，博士論文題目為《蒂利希和威曼思想中關於上帝的觀念之比較》（A Comparison of the Conceptions of God in the Thinking of Paul Tillich and Henry Nelson Wieman）。

## 思想、影響和政治立場

### 宗教
1954年，25岁的马丁·路德·金在阿拉巴马州蒙哥马利的德克斯特大街浸信会当了一名牧师。身为一位基督教牧师，马丁·路德·金受耶稣基督与基督教教义影响至深，经常在教会会议或演讲时引用相关文句，于公众场合时也是如此。金的信仰深深植根于耶稣基督对门徒的教导：“你们听见有话说：‘要爱你的邻舍，恨你的仇敌。’但是我告诉你们，要爱你们的仇敌，为那迫害你们的祷告”，以及爱上帝远高于万物等。金的非暴力理念也来自《马太福音》中耶稣的“登山寶訓”：“但是我告诉你们：不要与恶人作对。有人打你的右脸，连另一边也转过去由他打”（《馬太福音》 5：39），以及“收刀入鞘吧！凡动刀的，必死在刀下。”（《馬太福音》 26：52）马丁·路德·金在狱中写就著名的《伯明翰狱中书信》，力促民权运动与耶稣基督的“博爱主义”精神相符；信中还引用诸多基督教和平主义作家著作文句，这是他一贯的做法。在一次佈道时，金说：
“在我成为一名民权领袖之前，我是一名福音宣教士，那是我第一份工作，也依然是我最大的奉献。其实我在民权运动中所做的一切都是因为我认为它是我神职工作的一部分。此生我一心致力于实现卓越的基督教事工，而没有别的野心。我不打算竞选任何政治职务，我只想一直做一名傳教士。我认为一名傳教士必须心怀整个人类，在这场斗争中我和许多人并肩作战，所做的事情是出于这一情怀。”——马丁·路德·金, 1967

### 非暴力

金参与向华盛顿进军游行

20世纪50年代末，资深民权活动家非裔美国人贝雅·拉斯丁（Bayard Rustin）是马丁·路德·金的主要顾问和导师。拉斯丁是一位基督教和平主义者；他还研究了圣雄甘地的教义并将其应用于40年代的旅程和解（Journey of Reconciliation）运动中。金起初并不知道甘地，在20世纪50年代初期的活动中他几乎未使用过“非暴力”这一术语。当时金信奉并且实行自卫，甚至在他家里还备着枪支以防有袭击者。拉斯丁给金指出另一种斗争方式——非暴力抵抗，并力陈非暴力抵抗相比于自卫来说是实现民权运动目标的一种更好的途径。拉斯丁还建议金投身于非暴力抵抗。
马丁·路德·金受印度圣雄甘地成功的非暴力独立运动影响很深，“一直想走访印度”。这个愿望在1959年4月实现：贵格会所属的美国友谊服务委员会（Quaker group the American Friends Service Committee）同意援助金的印度之旅。这趟旅程使金更加了解非暴力抵抗的内涵，决意献身于美国民权运动。在离开印度前夕，金發表了一篇电台演讲，他说：“在来到印度之前，我从未如此相信对于受压迫的人们来说，非暴力抵抗是争取公平和尊严的最有力的武器。”
贝雅·拉斯丁是同性恋者，公开支持民主社会主义，并曾与美国共产党有牵连，种种行为致使许多白人和黑人领袖要求金疏远拉斯丁，金答应与拉斯丁保持距离。但是，金却同意拉斯丁担任1963年华盛顿大游行的主要组织者。
以后几年，金对甘地的“非暴力”思想的崇拜丝毫未减。1964年金在奥斯陆接受诺贝尔和平奖仪式上致辞时甚至向甘地的非暴力“成功先例”致敬，“莫罕达斯·卡拉姆昌德·甘地以一种高尚的方式挑战大英帝国的淫威……他斗争着，他的武器只有真理、精神力量、非暴力和勇气”。
甘地的一些道义影响了马丁·路德·金，而甘地自己则受了基督教无政府主义文豪列夫·托尔斯泰的经典著作《天国在你们心中》影响。甘地和马丁·路德·金都先后阅读了托尔斯泰的著作。金、甘地和托尔斯泰都深受耶稣“登山寶訓”的熏陶。1959年，金引用了托尔斯泰的《战争与和平》。
马丁·路德·金在莫爾豪斯學院读书时阅读了亨利·戴维·梭罗的《论公民不服从》，那是他第一次接触到非暴力抵抗理论，深深地迷上了其中的拒绝与罪恶体制合作的思想。除此之外，金的思想也极大地受到新教神学家雷茵霍尔德·尼布尔和保罗·蒂利希的著作以及华特·饶申布士（Walter Rauschenbusch）的《基督教以及社会危机》的浸染。有时候金也会使用“博爱（agape）”这一概念。但是，金在1960年以后的著述中不再用“博爱”。

### 政治
身为南方基督教领袖大会的主席，马丁·路德·金一直奉行不公开支持任何一个美国政党或候选人的政策：“我认为一个人必须保持不结盟的立场才能客观地看待两党，成为两党的良知——而不是某一个党的奴仆或者主人。”1958年金在接受一次采访时表示没有一个党是完美的：“共和党和民主党都不是万能的上帝。他们有各自的缺陷……我与任一党都不是密不可分。”

金这样批判共和党和民主党实施的种族平等措施：
事实上，共和党和民主党都背叛了黑人。屈从于南方各州民主党人的虚妄和反复无常，民主党背叛了黑人。屈从于保守的右翼北方共和党人的公然伪善，共和党也背叛了黑人。而两者沆瀣一气，导致公民权利自由立法的每一项法案流产，每一步前进溃败。
虽然金从未公开支持某一政党或总统候选人，但是在1956年金写给一位民权运动支持者的信中写道他不能确定把票投给阿德莱·史蒂文森还是德怀特·艾森豪威尔，不过“以前我一直都投了民主党候选人的票。”在金的自传中，他说1960年他秘密地为民主党候选人约翰·肯尼迪投票：“我认为肯尼迪会成为最伟大的总统。我从来没有站出来公开支持他人。我父亲曾这样做，但是我从来没有。”金还说他会破例支持肯尼迪总统的第二任期，“如果1964年肯尼迪总统还活着，我很可能还会支持他”。事实上，金拥护民主社会主义，但是由于当时全美都笼罩在反共产主义的敏感氛围中，以及社会主义与共产主义之间的联系，金不愿意坦率地表明自己支持民主社会主义。金认为资本主义无法为广大美国人民提供足够的必需品，尤其是为非裔美国人。

### 补偿
金声明美国应该为历史错误赔偿美国黑人和其他处于弱势地位的美国人。1965年金接受《花花公子》的采访时说仅仅给予美国黑人以平等的权利实际上无法消除黑人与白人之间的巨大经济差距。金并未要求把奴隶制度造成的所有工资损失都补偿给黑人——这是不可能的，但提议了一项政府赔偿计划，该计划总额500亿美元分10年补偿给所有美国弱势群体。
金设想：“这笔补偿费将使整个国家受益，急剧下降的辍学率、家庭破裂比例、犯罪率和非法出生率以及大幅度减少的私吞救济金案件、暴力事件和其他社会丑恶现象都将充分证明这笔钱用得恰到好处。”金把这个想法看成是处理无偿劳动的普通法的应用，但是明确澄清这笔钱不应该只提供给黑人，“而应该使所有处于弱势地位的种族受益”。

### 计划生育没有受到足够关注
1966年5月5日，在被授予美国计划生育联合会玛格丽特·桑格奖（Planned Parenthood Federation of America's Margaret Sanger Award）时金说：
近来，报刊上充斥着飞碟目击事件的报道。虽然我们不必相信这些报道的真实性，但是我们却能通过这些故事来想象一下来访的外星人将会如何评价我们。我恐怕他们会为我们的所作所为瞠目结舌——他们将会看到我们花费数十亿为战争制造引擎并出谋划策以造成大规模死亡；他们也将会看到我们花费数百万来减少由疾病或其他原因引起的死亡；最后他们会看到我们花费微不足道的一点钱来计划生育——尽管人口自然增长已经使我们星球岌岌可危。那些来访的外星人将会被宽恕，如果回到自己的星球后他们这样描述地球——一群疯子占据着地球，他们的前景黯淡渺茫。

陷入有害的境地不自拔，而援助触手可得，没有比这种情景更加悲惨的了。将世界资源和人口数量关联起来的计划生育政策是合理的、实际的，也是必要的。不同于欧洲中世纪的瘟疫和我们尚未研究透彻的现代疾病，当代人口过剩问题是可以通过我们已有的手段和资源来解决的。我们缺乏的并不是解决问题所需要的知识，而是缺乏对这个问题严重性的普遍认识以及对亿万受害者的教育。

## 蒙哥马利罢乘运动
1955年3月，蒙哥马利一名15岁的女孩克劳德特·科尔文（Claudette Colvin）拒绝依照吉姆·克劳法（泛指美国南部各州自19世纪70年代开始制定的对黑人实行种族隔离或种族歧视的法律）把公车座位让给一名白人。来自伯明翰黑人社区的一个委员会调查这一案件，金是其中一员。但是因为科尔文当时未婚先育，E·D·尼克松（E.D. Nixon）和克利福德·杜尔（Clifford Durr）决定等待一个更合适的案件以采取进一步行动。
1955年12月1日，罗莎·帕克斯因拒绝将自己的座位让给白人而被捕入狱。很快，尼克松和金等人发起了蒙哥马利抵制乘车运动。这次抵制运动持续了385天，而且由于局势严峻，金的家被炸毁，金本人也曾被捕入狱。最终这场运动以美国联邦地区法院在布劳德诉盖尔案（Browder v. Gayle）中宣布“要求在公共汽车上进行种族隔离的阿拉巴马州的州法律和地方法律违宪”并终止蒙哥马利公交车种族隔离制度而告终。 在这次蒙哥马利运动中所起的重要作用让金风靡全美，成为最著名的民权运动代言人。

## 南方基督教领袖大会
1957年，金、拉尔夫·阿伯内西、弗雷德·舒特尔斯沃（Fred Shuttlesworth）、约瑟夫·罗维利（Joseph Lowery）以及其他民权活动家创建了南方基督教领袖大会。该组织的成立旨在充分利用黑人教会的道德权威和组织能力来指导非暴力抵抗活动以促进民权改革。金生前一直担任南方基督教领袖大会的主席。1957年南方基督教领袖大会在华盛顿特区举办“为了自由的祷告朝圣”（Prayer Pilgrimage for Freedom），金在那里第一次面对全国观众发表演说。
1958年9月20日，当金正在哈莱姆的布鲁姆斯坦百货商店（Blumstein's）签名售卖《奔向自由》（Stride Toward Freedom）一书，一名黑人妇女将一把拆信刀刺进了金的胸膛，导致金险些丧命。这名妇女名叫艾佐拉·科里（Izola Curry）患有精神病，当时她认为金与共产党密谋陷害自己。紧急手术之后，金在医院休养了几周，而科里因为患有精神病不足以接受审判。1959年，金出版了一本包含他佈道辞“什么是人？”（“What is Man?”）和“一个完整生命的特點”（The Dimensions of a Complete Life）的小册子《衡量人的标准》（The Measure of A Man）。他的佈道辞赞成人类需要上帝的爱，并批判了西方文明的种族不公正。
哈利·瓦赫特尔（H.Wachtel）曾在一起关于报刊广告的诽谤诉讼案（纽约时报诉沙利文案）中与金的法律顾问克拉伦斯·B·琼斯（Clarence B. Jones）为南方基督教领袖大会的四位部长辩护。为了支付诉讼费用和以一种更加有效地筹款方式资助非暴力民权运动，哈利·瓦赫特尔建立了一个免税基金。这个基金会名叫“甘地人权协会”（G.Society for Human Rights），金担任其名誉主席。不满足于肯尼迪总统解决种族隔离问题的缓慢进度，金和甘地人权协会在1962年发出了一份文件呼吁肯尼迪总统紧跟亚伯拉罕·林肯总统的步伐，使用类似第二奴隶解放宣言的行政命令来给民权不平等以沉痛一击——然而肯尼迪总统并未照做。

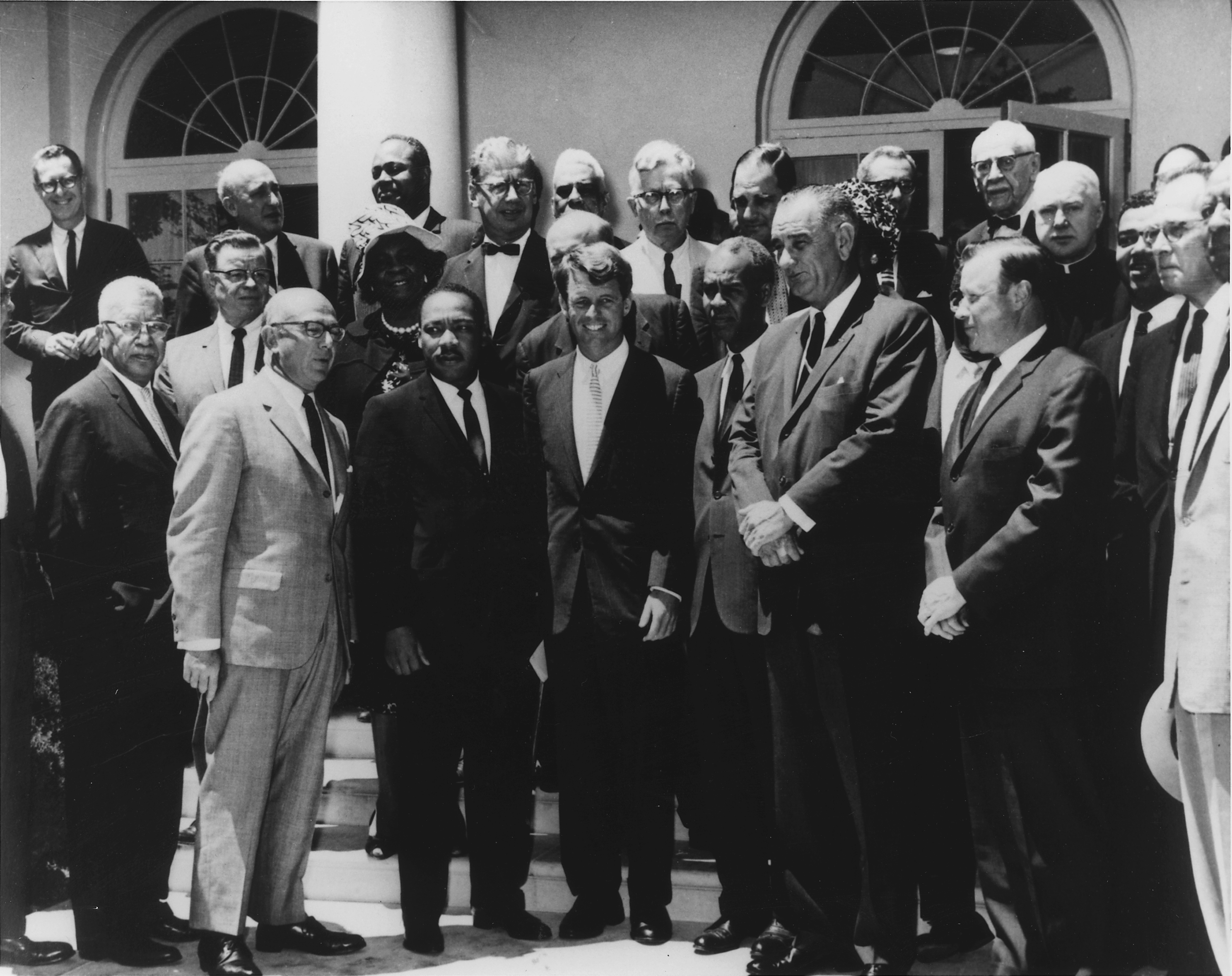
1963年6月22日，林登·约翰逊、罗伯特·肯尼迪与民权运动领袖会面

依照司法部长罗伯特·弗朗西斯·肯尼迪的书面指令，美国联邦调查局从1963年秋天开始窃听金的电话。肯尼迪担心对南方基督教领袖大会的有关共产党的指控一旦公之于众将会扭曲南方基督教领袖大会民权运动的初衷，于是警告金断绝有共产党嫌疑的关系，之后又向美国联邦调查局发出书面指令窃听金和其他几位南方基督教领袖大会领导人的电话。约翰·埃德加·胡佛唯恐共产党正企图渗透到民权运动中，但是缺乏证据，于是当局利用之后五年在电话中窃听到的一些细节试图迫使金离开卓越的领导位置。
金相信有组织的非暴力抵抗南方种族隔离制度——为人熟知的吉姆·克劳法——将会引起媒体对黑人争取种族平等和选举权的广泛报道。南方黑人所遭受的日常剥削和侮辱，种族隔离主义者对民权工作者和游行示威者的暴力和骚扰，经由新闻报道和电视宣传产生了公众舆论同情的浪潮，因此大多数美国人都把民权运动看作20世纪60年代早期美国政坛最重要的事件。
金组织并领导了为黑人争取选举权、劳动者权和其他公民基本权利以及要求废止种族歧视的游行示威活动。分别于1964年和1965年通过的《民权法案》和《投票权法案》成功地把这些权利中的一大部分列入了美国法律。
金和南方基督教领袖大会实践了基督教左派的许多准则，策略性地运用非暴力抵抗方式和选择非暴力抵抗地点，取得了巨大成功。他们经常会与种族隔离主义当局发生戏剧性的对峙。有时候对峙会变得暴力。
自从金开始参与民权运动，他就备受许多团体的批评，其中包括更加激进的黑人，例如伊斯兰国度成员马尔科姆·X。分离主义者斯托克利·卡迈克尔不赞成金寻求种族一体化的做法，他认为那样做是对美国黑人文化的一种侮辱。澳姆雷·耶斯特拉（Omali Yeshitela）则敦促非洲人铭记残暴的欧洲殖民者的罪行，以及权力是如何在一体化进程中被欧洲人用暴力和武力夺去的。

### 奥尔巴尼运动
奥尔巴尼运动是于1961年11月在佐治亚州奥尔巴尼组织的废止种族歧视运动，当年12月金和南方基督教领袖大会卷入了这次运动；奥尔巴尼运动動員数千人组成了一个广泛的非暴力阵线，攻击奥尔巴尼市种族隔离的方方面面，吸引了全国的关注。1961年12月15日，金首次访问奥尔巴尼，他“原计划在奥尔巴尼待一两天，给予指导后就回家” ；但是第二天政府对和平示威者进行大搜捕，金也被捕入狱并拒绝保释出狱除非市政府做出让步。后来，政府与示威者达成了协议；据金讲，“那个协议是耻辱的”，在他离开奥尔巴尼后“政府违背了协议”。
1962年7月，金返回奥尔巴尼，被判处入狱45天或者178美元罚金，金选择了入狱服刑；入狱后第三天，警察局长劳里·普利切特秘密安排支付罚金并释放了金。“在静坐抗议运动中，我见过把人从午餐柜台的凳子上踢开，在教堂裡把跪着抗议的人轰走，在自由乘车运动中把人关进监狱；但把人赶出监狱，我们还是第一次看到。”马丁·路德·金中心（King Center）后来承认是杰出的福音传教士葛培理帮金摆脱这次牢狱之灾，葛培理在自传中说，在金受邀並出席1957年纽约麦迪逊广场报道会之后，他与金结下了亲密的友谊。
近一年的激烈运动并未取得明显成效，民权运动开始恶化，于是金要求示威活动全面停止并实施“苦修日”来促进非暴力抵抗和维护道德高地。黑人内部的分歧和地方政府精明低调的反应是运动失败的原因。尽管奥尔巴尼运动给马丁·路德·金博士上了战术上的重要一课，国家媒体依然极力指责金对运动失败负有很大责任，以及南方基督教领袖大会战果寥寥导致了南方基督教领袖大会与学生非暴力协调委员会的间隙日益增大。奥尔巴尼运动之后，金开始为南方基督教领袖大会选择參與自己能够控制局面的抵抗活动，而不是參與那些已存在的活動。

### 伯明翰运动

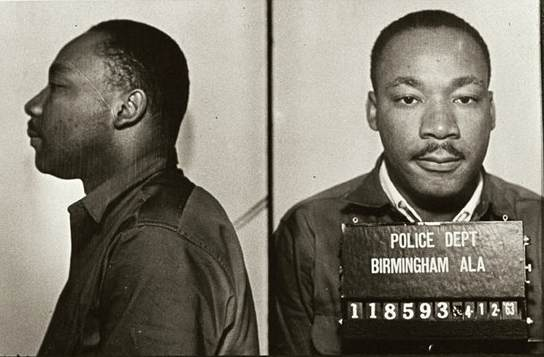
在伯明翰運動後被拘捕的金

1963年4月，南方基督教领袖会议在阿拉巴马州的伯明翰发起了一场抵制种族隔离和经济不公正的抗议运动。这次运动虽然是非暴力的，但却部分使用了由怀亚特·沃克牧师发明的“故意对抗战术”；伯明翰的黑人们与南方基督教领袖大会一起组织在公共场所遊行和静坐示威，公然对抗他们认为不公平的法律。
在伯明翰的这次运动中，金起初打算引起黑人大规模被逮捕，然后“制造一种非常危急的情形迫使政府打开协商之门”；但是运动初期的志愿者们并没有成功地导致城市瘫痪，也没有将媒体的注意力转移到警察的行动上。金对当时的局势忧心忡忡，南方基督教领袖大会的战略家詹姆斯·拜威尔开始号召儿童和年轻人加入运动大军以扭转运动进程，《新闻周刊》将这一策略成为“儿童十字军”。
抗议期间，伯明翰警察局长尤金·康纳指示警察使用高压水枪和警犬来镇压抗议群众，其中也包括儿童；警察的暴行通过电视画面在全国电视台播出，引起广泛的关注，震惊了白人，同时也使黑人更加团结。尽管南方基督教领袖大会公开强调非暴力抗议，但是依然有一些义愤填膺的示威者，不少示威者袭击警察，而警察予以暴力回击；金和南方基督教领袖大会也因为将孩子们置于险境而饱受非议。但这次运动取得了丰硕的成果：康纳丢了工作，“吉姆·克劳”标志被拆除，公共场所对黑人更开放；这次运动后金声名鹊起。
运动初期金被捕入狱——这是他一生29次入狱中的第13次。在牢房中，金写出了著名的《伯明翰狱中书信》，这封信是对要求他停止游行示威的白人牧师的回应；在这封信中，金号召抗议群众继续斗争，寻求法律途径来变革社会。金指出种族主义的危机迫在眉睫，而现行制度根深蒂固：“我们亲历的苦难告诉我们，压迫者永远不会自愿给予被压迫者以自由，自由是需要被压迫者去争取的。”金还说波士顿倾茶事件就代表了一个大规模的抵抗殖民主义行为，是“不合法”的公民不服从行为；金也指出，從不同觀點出發“希特勒在德国所做的一切都是‘合法’的”。金还表示他对温和派白人以及不敢对抗不公正制度的牧师感到失望：
非常遗憾，在黑人迈向自由的道路上，他们的绊脚石不是白人公民议会或是三K党，而是白人的温和派。他们奉行的是所谓的“秩序”，而非公正；他们选择要没有紧张气氛的消极太平，而不要公正的积极太平。他们总是说：“我理解你们所追求的目标，但我们不同意你们采用直接行动的方式”；他们主观地认为自己可以为他人的自由设定一个时间表；他们生活在虚幻的时间概念裡，还不停地要求黑人再等待一个“更加方便的季節”。

### 佛罗里达州圣奥古斯丁
1964年3月，金和南方基督教领袖大会应民权领袖罗伯特·海灵（Robert Hayling）之邀加入到佛罗里达州圣奥古斯丁市的当时富有争议的运动中去。海灵的组织曾附属于全国有色人种协进会，但是因为该组织在非暴力抗议活动中支持武装自卫，而被迫脱离全国有色人种协进会。具有讽刺意味的是，倡导和平的南方基督教领袖大会接纳了他们。在金和南方基督教领袖大会的努力下，北方民权活动家来到圣奥古斯丁，包括一个拉比代表团和马萨諸塞州州長母親——72歲高齡的皮博迪夫人，後來他們都被捕。1964年6月，抗議人群在夜間遊行示威，“經常遭到三K黨的正面對抗，誘發引起全國媒體關注的暴力現象”。數百遊行示威者被捕入獄。1964年《民權法案》在最高法院獲得通過。

### 阿拉巴馬州塞爾瑪

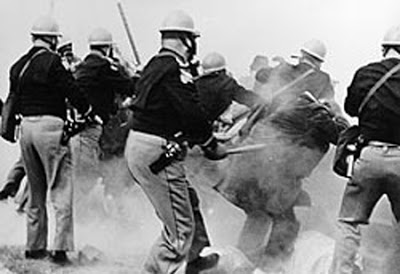
1965年3月7日「血腥星期天」，阿拉巴馬州的警員攻擊民權運動的示威者

1963年，學生非暴力協調委員會在阿拉巴馬州的塞爾瑪採取了一系列大膽的措施來爭取投票註冊權。1964年12月金和南方基督教領袖大會加入了學生非暴力協調委員會的運動。一個當地的法官頒布了一項法令禁止學生非暴力協調委員會、南方基督教領袖大會和達拉斯縣投票團的3人及以上集會和禁止41名被點名的民權領袖集會。這項法令的頒布致使民權運動一時陷入停滯，直到1965年1月2日，金在布朗教堂發表演講違抗該法令。

### 紐約城
1964年2月6日，金在新學院發表了一系列名為《美國的種族危機》的演講。之前從未發現任何關於這次演講的錄音，但是在2013年8月，新學院發現了一盤15分鐘的錄音，記錄了金在演講之後的聽眾提問環節。在金的回答中，金提到了他和印度開國總理賈瓦哈拉爾·尼赫魯近期的一次談話，他對比了萬千美國黑人和印度難民的悲慘處境。

## 向華盛頓進軍

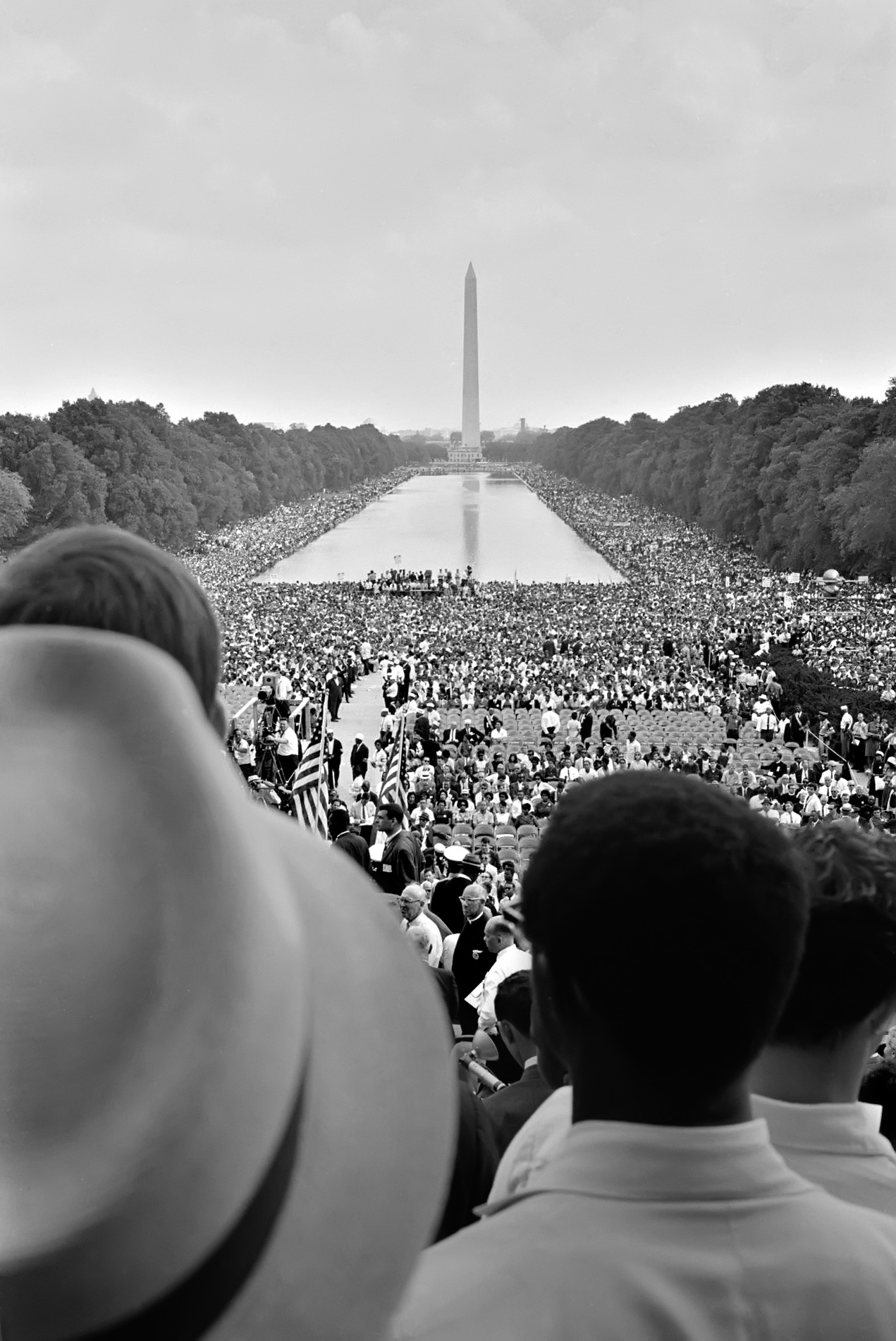
1963年8月28日，向華盛頓進軍

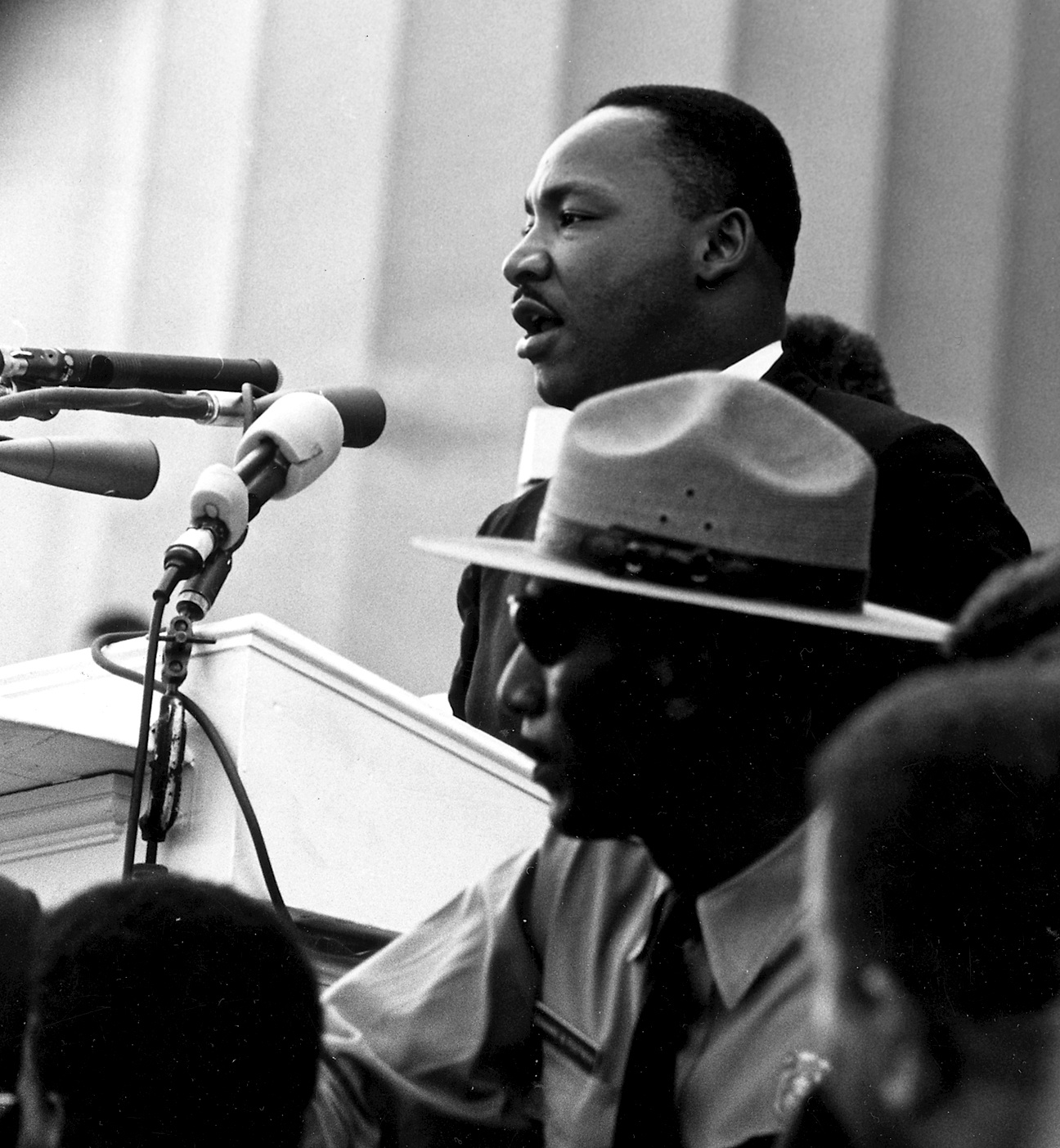
馬丁·路德·金在華盛頓特區發表演講《我有一個夢》

1963年8月28日，逾25萬民眾聚集在首都華盛頓市中心國家廣場上——號召“為了工作與自由：向華盛頓進軍”。這場大遊行的口號是“為了工作與自由”，遊行由許多民權、勞工以及宗教團體共同組織，這些團體各有不同的目標及訴求，其中又以 “六大”團體最為積極：包括以詹姆斯·法默為首的“種族平等大會”、以馬丁·路德·金為首的“南方基督教領袖聯合會”、以約翰·劉易斯為首的“學生非暴力協調委員會”、以菲利普·倫道夫為首的“火車搬運工兄弟”、以羅伊·威爾金斯為首的全國有色人種協進會、以惠特尼·楊為首的“全國城市聯盟”。
這次遊行的最主要運籌和戰略組織者是金的同事貝雅·拉斯丁。對於金來說，貝雅·拉斯丁的角色引發了爭議，因為貝雅·拉斯丁是贊同肯尼迪總統關於改變遊行重心提議的關鍵人物之一。肯尼迪總統擔心這次遊行會對推動民權立法進程產生不利影響，於是他最初全盤否定了這次遊行。但是，組織者們堅定地要將遊行進行到底。隨著遊行的推進，肯尼迪政府決定支持遊行以確保成功。起初肯尼迪擔心遊行人數達不到10萬，於是他邀請了更多教會領袖進行援助，還督促美國聯合汽車工會（UAW）發動工人參加遊行示威。
華盛頓大遊行最初設想是引起人們對美國南方黑人所處的絕望境地的關注，以及讓國家首都的當權者們直面遊行組織者的擔憂和不滿。組織者原本計畫譴責聯邦政府未能捍衛公民權力，保障民權工作者和黑人的人身安全。但是，組織者懾於總統的壓力和影響，最終遊行並沒有像最初計畫的那樣尖銳。結果一些民權活動家認為這次遊行是一次錯誤的、美化的種族和諧盛會；馬爾科姆·X將戲稱這次遊行為“華盛頓鬧劇”，並禁止伊斯蘭民族組織成員參加。
然而這次遊行確實提出了一些具體的要求：終止公立學校裡的種族隔離；有意義的民權立法，包括禁止就業種族歧視的法律；保護民權工作者免受警察暴力；工人最低工資標準2美元；華盛頓特區自治，然後由國會委員會管轄。儘管局勢緊張，但華盛頓大遊行稱得上一次徹底的勝利。超過25萬來自不同種族的民眾浩浩蕩蕩聚集在林肯紀念堂，一直延伸至國家廣場和倒影池周圍。當時，這是華盛頓特區歷史上規模最大的一次集會。
金在這次集會上發表了後來舉世聞名的演講《我有一个梦想》。很可能是受到在其身後呼喊“告訴他們夢想是什麼”的瑪哈莉雅·傑克遜的鼓舞，金脫離了預先準備好的講稿，講出了最著名的一段章節：
朋友們，今天我要對你們說，儘管眼下困難重重，但我依然懷有一個夢。這個夢深深植根於美國夢之中。
我夢想有一天，這個國家將會奮起，實現其立國信條的真諦："我們認為這些真理不言而喻：人人生而平等。
我夢想有一天，在佐治亞州的紅色山崗上，昔日奴隸的兒子能夠同昔日奴隸主的兒子同席而坐，親如手足。
我夢想有一天，甚至連密西西比州——一個非正義和壓迫的熱浪逼人的荒漠之州，也會改造成為自由和公正的青青綠洲。
我夢想有一天，我的四個孩子將生活在一個不以皮膚的顏色，而是以品格的優劣作為評判標準的國家裡。
今天，我仍有這個夢想。
我夢想有一天，亞拉巴馬州會有所改變——儘管該州州長現在仍滔滔不絕地說什麼要對聯邦法令提出異議和拒絕執行--在那裡，黑人兒童能夠和白人兒童兄弟姐妹般地攜手並行。
今天，我仍有這個夢想。  
《我有一個夢》被公認為美國演講史上最優秀的演講之一。華盛頓大遊行，特別是金的演講使民權運動成為美國改革家的首要議題，也推動了1964年通過《民權法案》。
1984年，《我有一個夢》的原版打印稿被發現在愛荷華大學的首位非裔美國人籃球教練喬治·雷弗林手中，這篇打印稿上還有金博士手寫的註釋。1963年，當時26歲的雷弗林站在緊挨著演講台的地方，金剛一講完，雷弗林就沖上前去請求金把演講稿贈予自己。於是雷弗林拿到了這篇講稿。

## 塞爾瑪投票權運動和“血腥星期天”，1965年

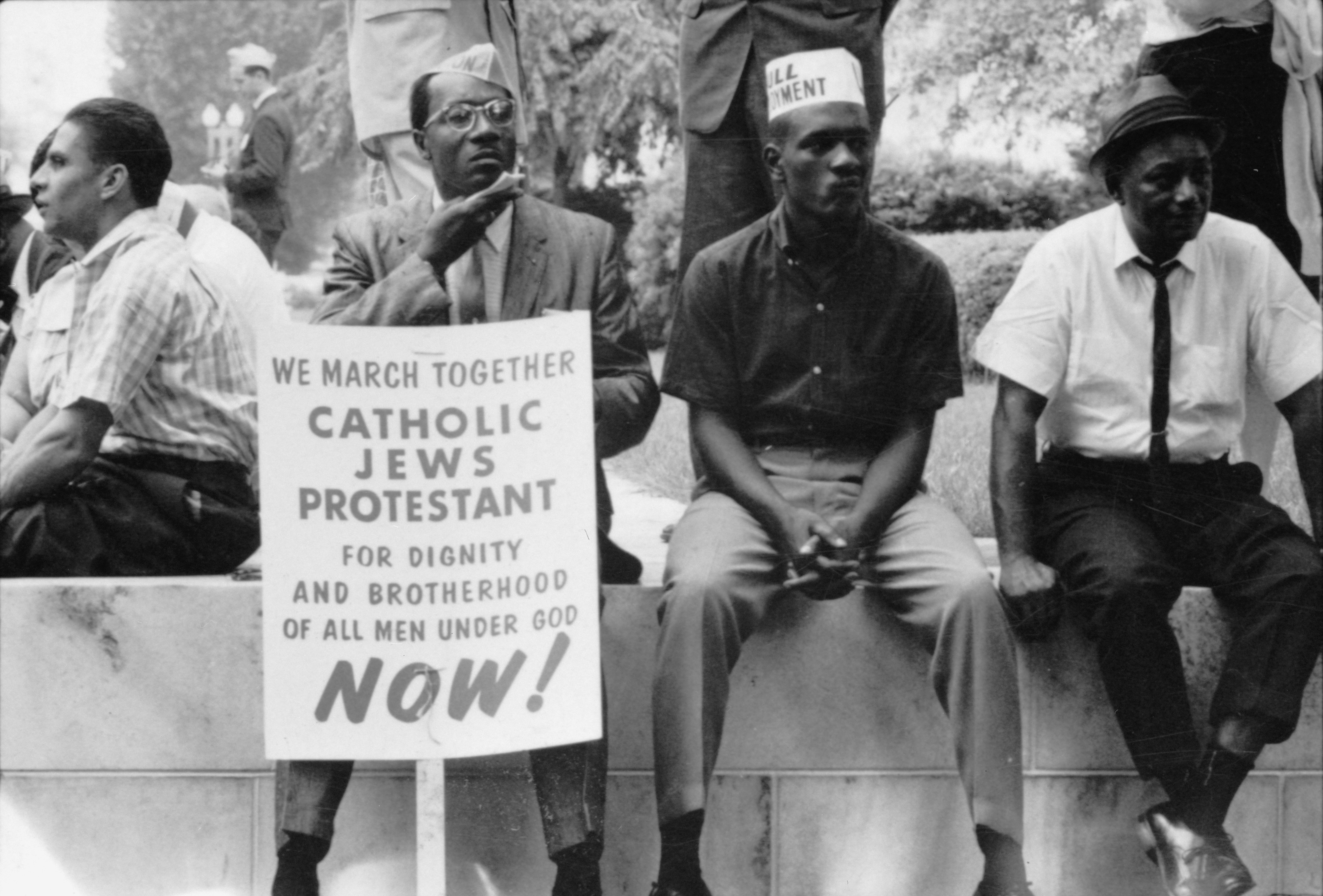
從塞爾瑪向蒙哥馬利遊行，1965年阿拉巴馬州

為了響應詹姆斯·拜威爾的塞爾瑪—蒙哥馬利大遊行的號召，金、拜威爾和南方基督教領袖大會其他成員以及部分學生非暴力協調委員會成員試圖組織一場到州政府的遊行示威活動。計畫安排在1965年3月7日的第一次遊行由於暴徒和警察向示威者施加暴力而失敗。這被稱為 “血腥星期天”的一天是民權運動得到公眾支持的主要轉折點。正是在這一天人們才清楚地看到金的非暴力抵抗策略具有的巨大潛力。然而，金並未參加當天的遊行。
3月5日金會見了林登·B·詹森政府官員，請求司法部長頒布禁令，將不對塞爾瑪的三千多名黑人提起公訴。金當時由於身負教會的職責而沒有參加星期天的遊行示威，但是後來他寫道：“如果當時我想到軍隊會使出如此殘暴的手段鎮壓遊行，我當然會毫不猶豫地把教會的事放在一邊去帶領遊行。”警察對示威者施暴的畫面被廣泛地傳播，引起了全國公憤。
接下來，金試圖3月9日組織一場遊行。南方基督教領袖大會請求聯邦法院確保行動不受非法干預；聯邦法院非但沒有同意他們的請求，還下令禁止此次行動。儘管如此，金堅持領導3月9日埃德蒙佩特斯大橋的遊行示威，並在把示威者帶回之前舉行了一個簡短的祈禱會，還要求示威者分散開來以避免違背法院命令。這場二次遊行示威出人意料的結尾讓很多參加遊行的當地人感到吃驚和憤怒。直到1965年3月25日，這次塞爾瑪-蒙哥馬利遊行才勝利完成。當遊行示威的群眾踏上州政府的土地後，金在遊行結束時發表了名為“還要多久？快了”（"How Long, Not Long"）的演說。金說美國黑人的平等權力不再遙遠，“因為道德光芒萬丈，而正義更加耀眼輝煌”。

## 芝加哥公平住宅運動，1966年

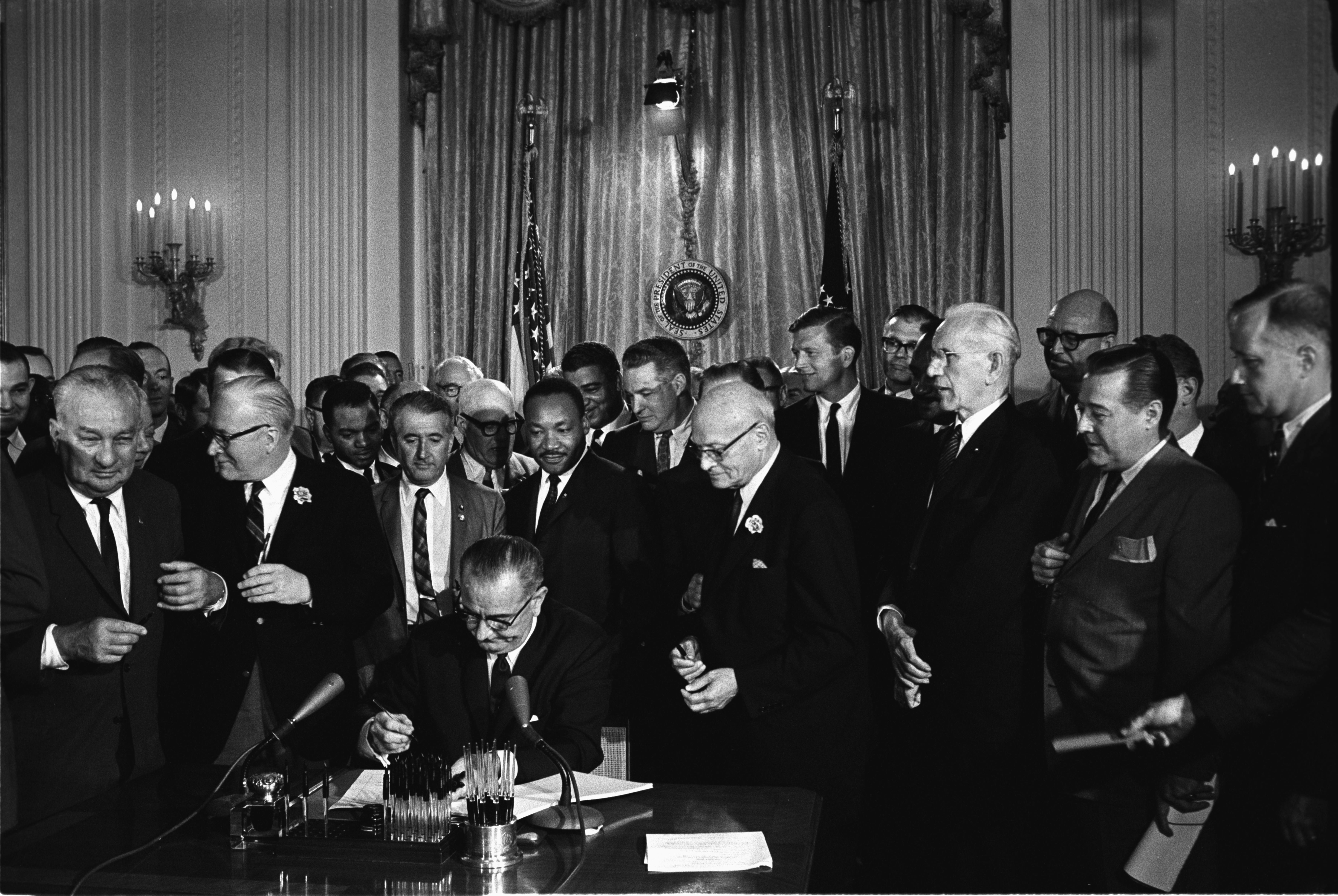
在詹森總統簽署1964年民權法案時站在其身後的金

1966年，南方的遊行示威活動已經取得了豐碩的成果，金、拜威爾和其他民權組織成員打算將運動擴大到北方，並將芝加哥定為第一個目的地。均來自中產階級家庭的金和拉爾夫·艾伯納西移居到芝加哥西區北朗德爾（N.Lawndale）貧民窟哈姆林大街1550號（1550 S. Hamlin Ave.）的一幢建築中，親身體驗窮人的生活來顯示他們對窮人的支持和同情。

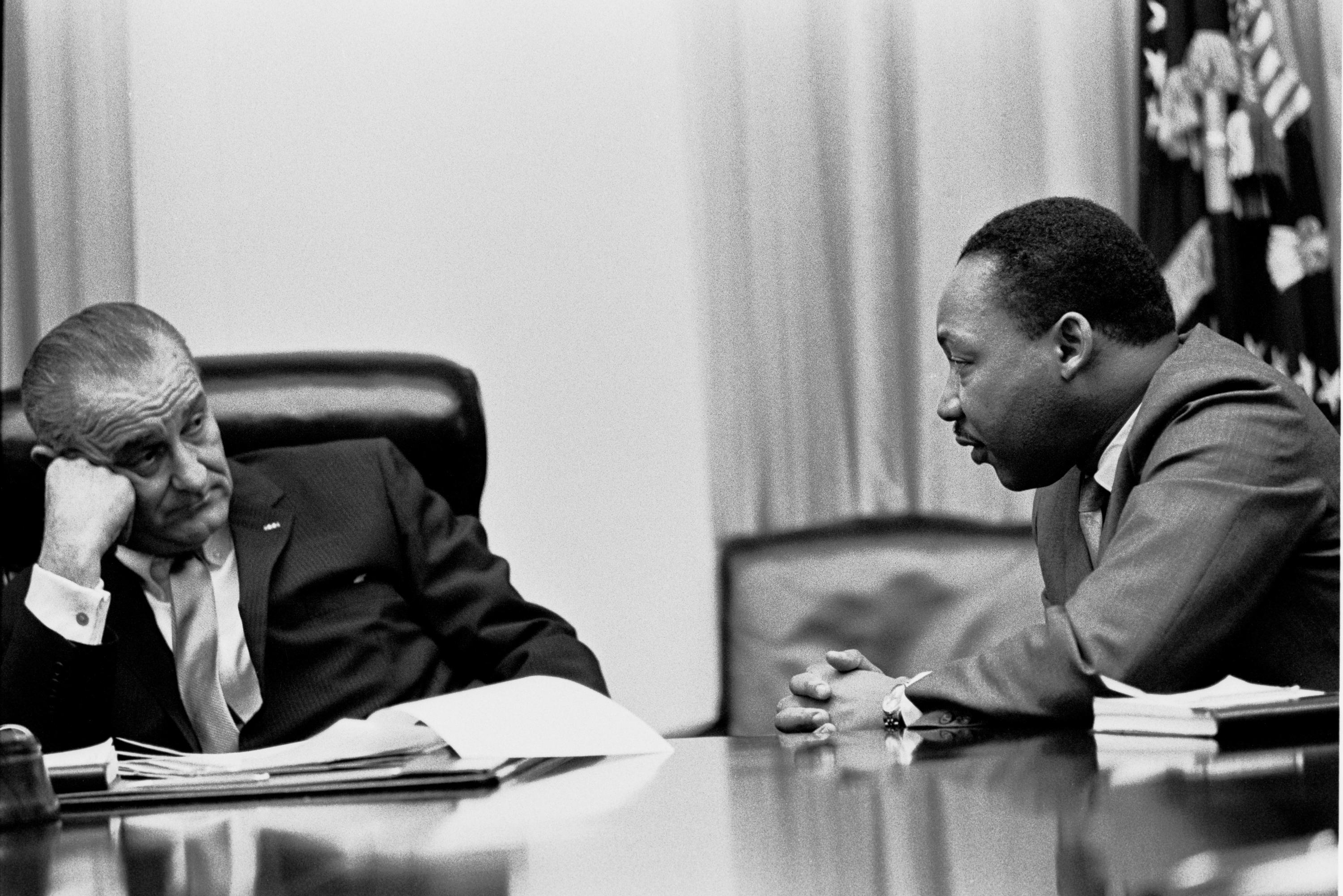
金與约翰逊總統，1966年

來到芝加哥的全國有色人種協進會與由阿爾伯特·拉比（Albert Raby）召集成立的受“芝加哥自由運動”扶持的當地民權組織聯合體（Coordinating Council of Community Organizations，芝加哥社區組織協調委員會）展開合作。那年春天，一些白人夫婦和黑人夫婦測試了房產官員明目張膽的種族傾向：歧視性地區別對待收入、背景、孩子數量和其他特徵完全一致的幾對夫婦的住房需求。此外他們還策劃並舉行了多次較大規模的遊行示威在：博根、貝爾蒙特克拉金、傑斐遜公園、長青公園（芝加哥西南部郊區）、蓋奇公園、馬凱特公園等地。
艾伯納西后來寫到，抗議運動在芝加哥遭到比南部更激烈的抵制；有人朝遊行民眾投擲瓶子，大聲吼叫，特別是1966年8月5日的馬凱特公園遊行遭到了嚴重的抵制，暴亂似乎一觸即發。金的非暴力信仰阻止了他籌劃一起暴力事件，於是金與市長理查德·约瑟夫·戴利談判，取消一次遊行以避免可能出現的暴動。金在一次遊行中被磚塊擊中，但他依然不顧個人安危繼續領導遊行。
當金和他的盟友回到南方時，曾經參加過南方民權運動的神學院學生傑西·傑克遜依然留在芝加哥管理他們的組織。傑克遜繼續鬥爭爭取民權，針對連鎖商店不公平對待黑人的現象組織了“面包籃子行動”（Operation Breadbasket）。

## 反對越戰
金一直都反對美國捲入越南戰爭，但是一開始為了避免因為批判詹森總統的政策而干擾民權運動成果，金在公共場合迴避越戰問題。但是，隨著越來越多的美國民眾反對越南戰爭，在助手詹姆斯·拜威爾的敦促下，金最終公開表明了自己的反戰立場。1967年4月4日（整整一年以後，金被刺殺身亡），金現身紐約河畔教堂公開發表名為“越南背后：打破沉默的时刻”（Beyond Vietnam: A Time to Break Silence）的反戰演說。金強烈譴責美國攻打越南，認為美國此舉是“為了佔領越南作為美國殖民地”並把美國政府稱為“當今世界最大的暴力供應商”。金還將越戰與經濟不公平聯繫起來，指出美國需要嚴峻的道德變革：
價值觀的真正革命將使我們緊張不安地看到貧富之間的巨大差距。帶著正義的怒火，越過海洋，我們看到西方資本家在亞洲、非洲、南美洲大筆投資賺取高額利潤卻絲毫不關心那些國家的社會福祉。要大聲說：“這不公平。”
用於越南戰爭的資金和資源原本可以用來實現本國更好的社會福利，這也是金反對越戰的一個原因。美國國會把越來越多的錢花在軍事上，與此同時，花在消除貧困項目上的錢越來越少。金將國會此舉總結為“一個國家年復一年加大軍事防禦投資，而不是加大社會提升項目投資，這個國家的靈魂就逐漸凋亡”。金說越南北部在“數以萬計的美國軍人抵達之前並沒有輸送大量物資和男人”，並指控美國殺死了一百萬越南人，其中“大部分是孩子”。金也批判了美國阻撓越南北部進行土地改革的做法。
金的反戰立場讓他喪失了包括詹森總統、協會領袖和權威出版商在內的許多白人盟友的重要支持。“媒體開始反對我”，金抱怨媒體的雙重標準：為他在美國的非暴力抵抗鼓掌，而譴責他聲援“弱小的棕色皮膚的越南兒童”。《生活》雜誌把金的這次演講稱作“來自河內電台的蠱惑人心的誹謗”，《華盛頓郵報》則聲明金“對他自己的事業、國家和人民的用處正逐漸消亡”。

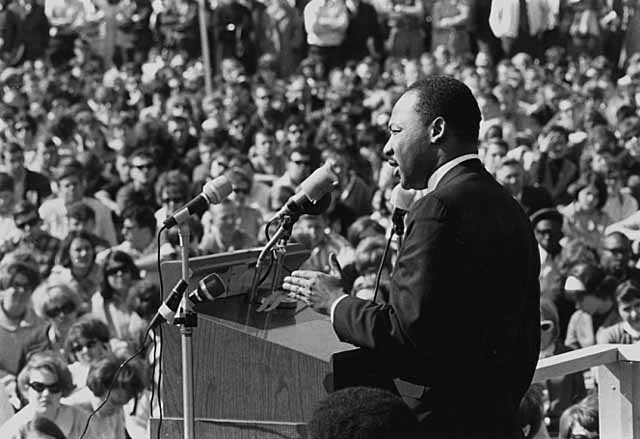
金在明尼蘇達大學反越戰遊行上演講，聖保羅，1967年4月27日

這篇名為“越南背後”的演講反映了金後期的政治主張的演變，這與他所屬的高地研究與教育中心（Highlander Research and Education Center）的教學是並行不悖的。金開始談及美國政治經濟生活亟待根本變革，也更加頻繁地表達自己的反戰立場以及渴望看到資源重新分配以改變種族和經濟不公平。在公共場合，金小心翼翼地措辭以防敵人把他和共產主義聯繫起來，但是私底下，金經常說到他支持民主社會主義。1952年金寫給妻子科麗塔的一封信中，金說：“我想你已經知道了我的經濟理論更傾向社會主義，而非資本主義……”在一次演講時，金說“資本主義的一些東西是錯誤的……一定有一種更好的分配方式，或許美國應該轉向民主社會主義”。在莫爾豪斯學院時，金就閱讀了馬克思的著作，雖然金排斥“傳統的資本主義”，他也不認同共產主義，因為共產主義的“歷史唯物主義解釋”否認宗教，以及其“倫理相對主義”和“政治極權主義”。
在演講中，金也聲明“真正的同情不只是把一枚硬幣扔給乞丐……而是要看到一種產生乞丐的制度需要重建”。金引用一名美國官員的話說從越南到拉美，美國正“站在世界革命的反面”。金在譴責美國與“拉美的土財主”結盟時，還說美國應該支持第三世界“光膀赤腳的平民”而不是鎮壓他們的革命。
1967年4月15日，詹姆斯·拜威爾發起了“終止越戰春天動員大會”（Spring Mobilization Committee to End the War）反戰遊行，遊行從紐約中央公園到聯合國總部，金也參加了這次遊行並發表講話。金還在聯合國提出了民權問題，並起草議案。
我並沒有要求民權運動與反戰和平運動機械地融合起來。許多人已經看到公平的道德必要性，而沒有看到世界兄弟情誼的道德必要性。我希望民權運動的熱情一點一滴地注入到和平運動中去，讓它愈加強大。並且我認為每個人既擔負民權運動的責任也擔負和平運動的責任。但是對於那些目前只承擔一種責任的人來說，我希望他們最終能夠看清這兩者的共同的道德根基。
洞察到將民權活動家與反戰活動家統一起來的契機，拜威爾力勸金更加積極地參與到反戰運動中。雖然金越來越多地公開反戰，但是他不喜歡從反戰運動中衍生出的嬉皮士文化。在1967年的梅西講座中，金說：
嬉皮士的重要性並不在於他們的非常規行為，而在於成千上萬年輕人開始逃避現實表達他們對社會的深刻不信任。
1968年1月13日，在詹森總統發表國情咨文後，金呼籲一場華盛頓大遊行以抵制“歷史上最殘酷和毫無意義的戰爭”。
在這政治風雲變幻的一年，我們務必讓兩黨的國會議員和美國總統明白：我們將不再容忍，我們將不再為那些仍將屠殺越南人和美國人當作促進東南亞自由自主的最佳途徑的人投票。

## 窮人運動，1968年

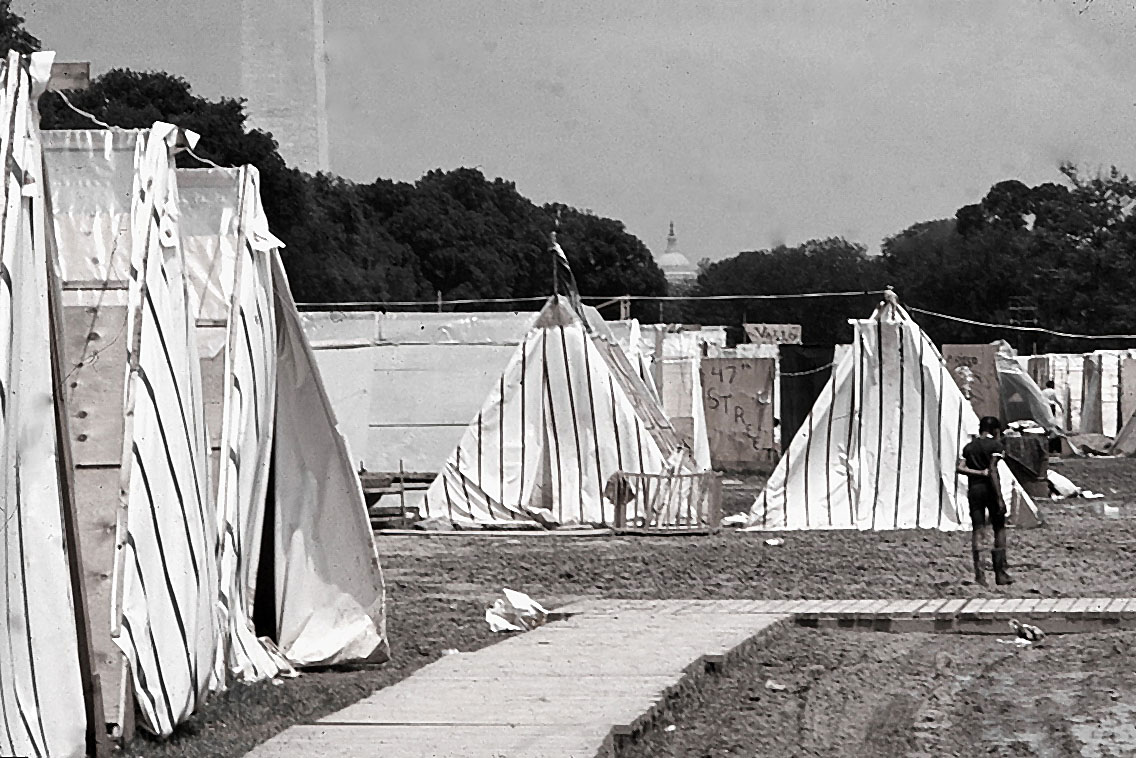
在窮人運動期間於華盛頓特區建立的棚戶區，以抗議窮人的經濟狀況

1968年金和南方基督教領袖大會為解決經濟不公平問題組織了“窮人運動”。金走遍全國將各族裔窮人集結起來參加華盛頓遊行在國會大廈舉行非暴力抗議活動直到國會為美國窮人建立《經濟權利法案》。
在窮人運動之前，金在自己最後一本書《我們前往何方：混亂還是和諧？》（Where Do We Go from Here: Chaos or Community?）中陳述瞭解決社會問題和貧困問題的觀點，特別支持基本保障收入的做法。窮人運動以華盛頓特區遊行告終，要求美國政府對最貧困的社區提供經濟援助。
金和南方基督教領袖大會號召政府投資重建美國城市。國會“慷慨地支出軍費”，而“吝嗇地撥發扶貧資金”，這就是國會“對窮人有敵意”。金的設想是要求一個更徹底的革命而不僅僅是改革：他引用“種族主義、貧困、軍國主義和物質主義”的系統性缺陷，認為“真正的問題是社會重建本身”。
即使是在民權運動內部，窮人運動也是富有爭議的。拉斯丁辭去華盛頓遊行中的職務，他認為窮人運動的目標太過寬泛而且不切實際，這些運動將加劇對窮人和黑人的鎮壓。

### 在金遇刺後
在1968年4月4日金被刺殺之後，在華盛頓特區建立貧民區的計畫很快展開。隨著金的離世，人們對該計畫的批判聲減弱了，南方基督教領袖大會收到了前所未有的捐助用以執行該計畫。1968年5月2日，在金被刺殺的地點——孟菲斯洛林汽車旅館，運動正式爆發了。數千名示威者抵達華盛頓國家廣場，露營紮寨建起了為期6周的“復活城”（ "Resurrection City"）。

## 遇刺與後事

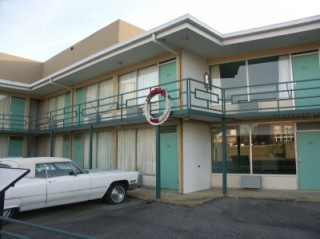
位於田納西州孟菲斯的國家民權博物館

田納西州孟菲斯的黑人環衛工從1968年3月12日開始罷工要求獲得更高的工資和更好的待遇。3月29日，金來到孟菲斯市支持由美國州縣和市政工人聯合會（AFSCME）的當地1733名成員代表的黑人環衛工。在一次事件中，由於天氣原因黑种人修路工在得到兩小時的工資後被送回家中，而白人修路工得到了全天的工資。
4月3日，金在世界基督上帝教會總部——孟菲斯查爾斯梅森主教教堂發表最後一次演講“我已抵達峰頂”。由於受到炸彈襲擊威脅，金搭乘飛往孟菲斯的航班被延誤。在生命中最後一次演講的結尾，金提到了炸彈襲擊威脅：
到達孟菲斯後，有人說起威脅事件、外面有可能發生的危險以及有些白人可能會對我圖謀不軌。好吧，我不知道現在會發生什麼。前方的路並不平坦，但這對我來說不算什麼。因為我已抵達峰頂。和其他人一樣，我也希望活得長久——長壽值得嚮往。但是，我現在關心的不是這件事。我只想履行上帝的旨意。上帝曾讓我走向峰頂。在那裡我放眼望去，我看到上帝的應許之地，也許我無法和你們一起到達那裡。但是今晚我想讓你們知道，我們作為一個民族一定會抵達那應許之地。今晚，我很高興。不再為任何事情憂慮，不懼怕任何人，我看到上帝降臨的榮耀。
馬丁·路德·金當時居住孟菲斯洛林汽車旅館（Lorraine Motel）306號房，老闆是沃爾特·貝利（Walter Bailey）。馬丁·路德·金的密友拉爾夫·艾伯內西牧師是他的室友，他告訴調查暗殺事件的眾議院特別委員會，馬丁·路德·金和他的隨行人員住在306號房，洛林汽車旅館通常稱該房間為“金－艾伯內西套房”。據當時在場的傑西·傑克遜稱，暗殺前一刻金正站在陽台上跟音樂家本·布蘭奇（Ben Branch）交談，布蘭奇原定那晚在金出席的集會上演奏。金的最後一句話是：“本，請務必在今晚的集會上演奏《親愛主, 牽我手》。一定要淋漓盡致。”
1968年4月4日星期四18:01，馬丁·路德·金站在旅館的二樓陽台上被子彈打中。子彈從右臉頰進入，打破了他的下巴，然後穿過脊椎，停在金的肩部。艾伯內西從汽車旅館的房間內聽到槍聲後，跑出來發現馬丁·路德·金倒在陽台的地板上。傑克遜聲稱在槍擊後他曾撫摸著金的頭，但是這一說法被金的其他同事否認了；後來傑克遜只說他曾“伸手援助”金。
金被送往聖·約瑟夫醫院，醫生馬上進行緊急胸腔手術。但是金並沒有恢復知覺，19:05醫生宣佈死亡。根據傳記作家泰勒·布蘭奇（Tyler Branch）所說，金的驗屍報告指出，只有39歲的金“有一顆60多歲的心臟”，布蘭奇將這歸因於13年民權鬥爭帶給金的巨大壓力。

### 後事

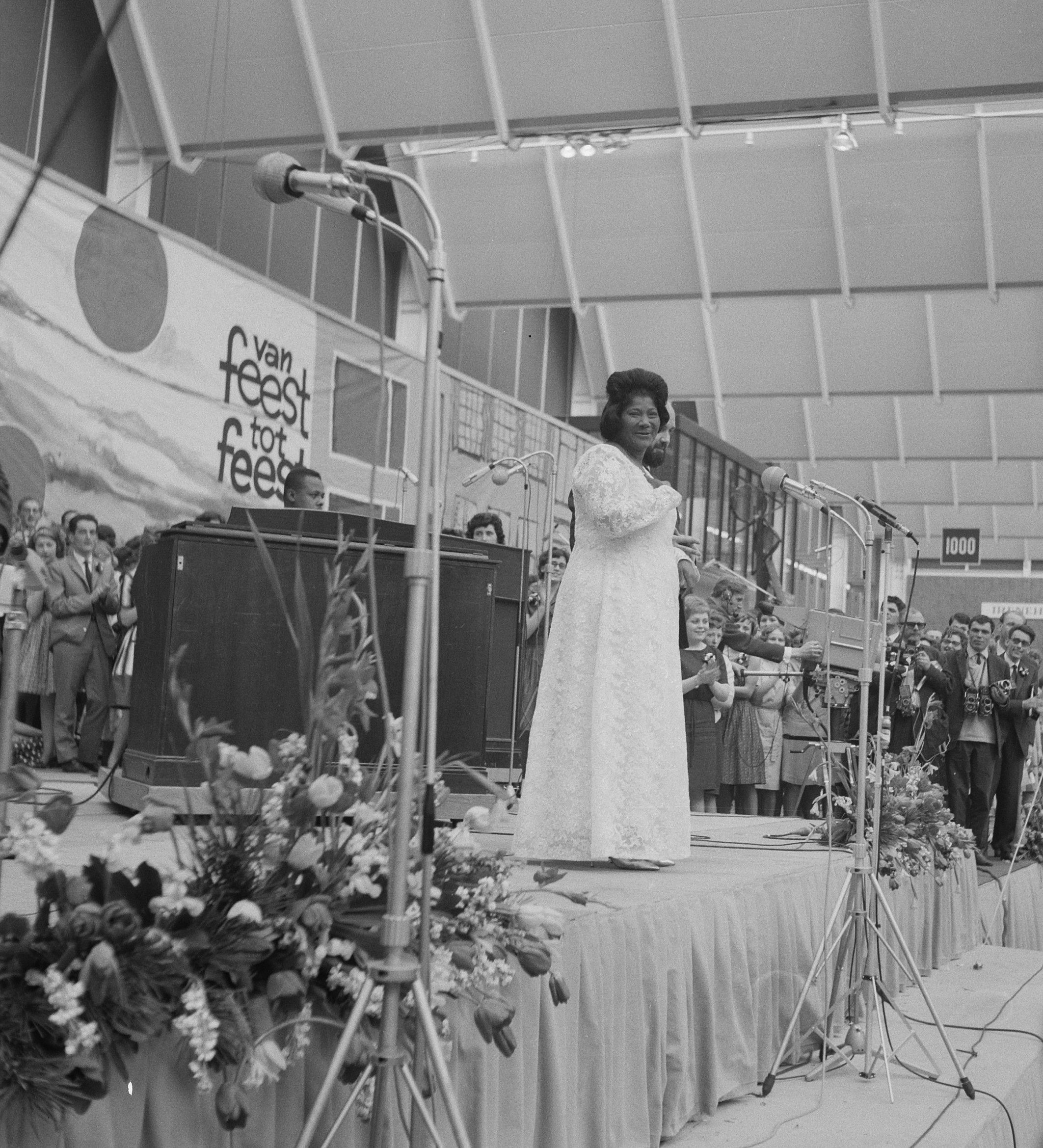
金的好友瑪哈莉雅·傑克遜在其葬禮上獻唱

這次暗殺事件導致了全國範圍內的種族騷亂，在華盛頓特區、芝加哥、巴爾地摩、路易斯維爾、堪薩斯城和許多其他城市都發生了種族騷亂。總統候選人羅伯特·肯尼迪在前往印第安納波利斯參加一次競選集會時得知金的死訊。羅伯特·肯尼迪為參加集會的支持者們做了一個簡短的演說，告知他們金的死訊，並鼓勵他們繼續為金的非暴力抵抗理想奮鬥。小詹姆斯·法默（James Farmer, Jr.）和其他民權領袖也呼籲繼續進行非暴力行動，而激進的斯托克利·卡邁克爾提倡更加強有力的回擊。孟菲斯市很快按照有利於環衛工人的條件平息了罷工。
美國總統林登·詹森宣佈4月7日為全國哀悼日，紀念民權運動領袖馬丁·路德·金。由於擔心詹森總統出席葬禮可能會引發抗議甚至暴亂，副總統休伯特·漢弗萊代表總統林登·約翰參加了當天的葬禮。依照金的遺孀科麗塔·斯科特的要求，葬禮上播放了金生前最後一次布道的錄音，那是1968年2月4日金在埃比尼澤浸信會做的“樂隊指揮家”（ "Drum Major"）布道。在那次布道時，金要求在自己的葬禮上不要提及他曾獲得的獎勵和榮譽，只說他曾試圖“給飢餓者食物”，“給躶體者衣服”，“在越戰問題上做出了正確的選擇”以及“關愛人類並為之服務”。金的好友馬哈麗亞·傑克遜在葬禮上演唱了金最喜歡的詩歌《親愛主, 牽我手》。
馬丁·路德·金去世兩個月後，嫌疑犯詹姆斯·厄爾·雷在倫敦希思羅機場被捕，當時他試圖離開英國，前往白人統治的羅德西亞。當時他持有假的加拿大護照，化名為雷蒙·喬治·斯尼德（Ramon George Sneyd）。雷很快被引渡到田納西州，被控謀殺馬丁·路德·金。他在1969年3月10日承認殺害馬丁·路德·金，但三天後，他否認了自己的供述。雷接受律師珀西·福爾曼的意見，承認犯罪，避免被判處死刑的可能性。雷最後被判處有期徒刑99年。後來詹姆斯·厄爾·雷聲稱實行此次暗殺的是他曾在魁北克蒙特利爾認識的一個別名為拉烏爾（Raoul）的男人，並說暗殺是一場陰謀。雷耗盡餘生試圖撤回認罪協議爭取再審，但都失敗了。

### 陰謀指控
雷的律師堅稱雷是一個替罪羊，就像陰謀論者認為李·哈維·奧斯瓦爾德是甘迺迪遇刺案中的替罪羊。該言論的支持者認為雷是在受到巨大壓力和死刑威脅的情況下認罪的。他們承認雷是小偷和竊賊，但是他從來沒有使用武器暴力犯罪的記錄。但是多個美國城市的監獄記錄顯示他多次被指控武裝搶劫而被關押。2008年詹姆斯·厄爾·雷的弟弟傑瑞·雷接受美國有線電視新聞網的採訪時說詹姆斯反應敏捷，有幾次武裝搶劫後成功逃脫。傑瑞·雷還曾在一次搶劫中幫助過他的哥哥。“我沒見過比他更大膽的人，”傑瑞如是說。“他直接走進去，拿槍指著別人，就像一件普通的日常小事。”
那些懷疑此次暗殺是一場陰謀的人們指出雖然兩次連續的彈道測試都證明凶器與雷的雷明頓步槍類似。但是這些測試並不能表明子彈確實出自雷的步槍。金被刺殺時的目擊者說子彈並不是來自那個公寓，而是來自另外一個位置——公寓附近茂密的灌木叢後面——暗殺之後灌木叢就被砍掉了。但是，被證明發出槍聲的那間浴室裡很多物品上發現有雷的指紋（一支步槍，一副雙筒望遠鏡，衣物，報紙）。含有雷的指紋的那把步槍也被證明在暗殺時至少有一顆子彈從槍筒中發射出來。

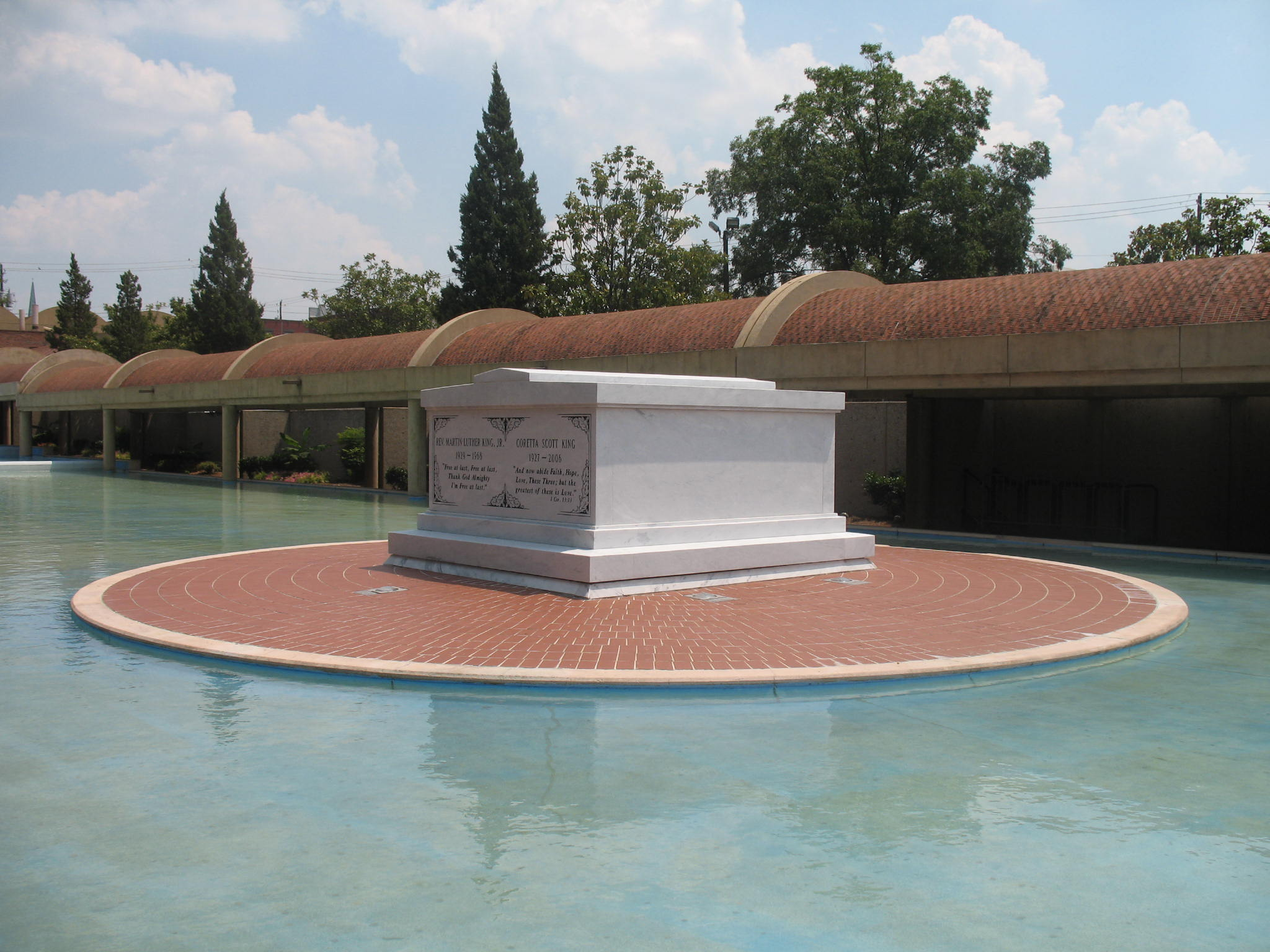
位於佐治亞州亞特蘭大馬丁·路德金國家紀念館的金夫婦墓

1997年，馬丁·路德·金的兒子德克斯特·金與雷見面，並公開支持詹姆斯·厄爾·雷爭取再審。
兩年以後，法院判決勞埃德·喬爾斯和“其他不明同夥”對金的遺孀科麗塔·斯科特·金及金的其他家屬進行非正常死亡賠償。喬爾斯聲稱有人給他10萬美元讓他策劃謀殺金。由6名白人和6名黑人組成的陪審團發現了對金家人有利的證據，他們發現喬爾斯參與了謀殺案而且和政府機構有關。威廉姆·F·佩珀代表金家人出席了審判。
2000年，美國司法部完成了對喬爾斯言論的調查，但是並未發現證據支持對他的指控。調查報告建議不再進行進一步調查除非發現新的更可信的事實。喬爾斯的妹妹承認喬爾斯編造了暗殺故事，這樣他就可以賺30萬美元，而喬爾斯的妹妹為了得到錢來繳納她的所得稅反過來再證實這個故事。
2002年，《紐約時報》報導一名名叫羅納德·丹頓·威爾遜的牧師稱自己的父親亨利·克萊·威爾遜——並非詹姆斯·厄爾·雷——暗殺了金。羅納德·丹頓·威爾遜說：“我父親並不是出於種族主義殺了金；而是因為他認為金與共產主義有關，所以想把他幹掉。”威爾遜沒有拿出任何證據證實他的說法。
馬丁·路德·金研究者大衛·蓋洛和傑拉爾德·波斯納不贊同廉姆·F·佩珀的政府殺死了金這一說法。2003年，廉姆·F·佩珀出版了一本書，書中描述了案件的長期調查和審判，還有他曾作為詹姆斯·厄爾·雷的律師出席審判的事情，以及案件的證據和他對其他說法的批評。金的朋友和同事詹姆斯·拜威爾也不認同雷單獨刺殺的說法，“一個不名一文的白人男孩絕不可能刺殺一個舉足輕重的黑人領袖”。2004年，傑西·傑克遜說：
事實上有人破壞遊行。我們發現我們組織中非常重要的一個人物拿著政府的工資。所以破壞者裡應外合，再加上媒體的攻擊……我永遠都不相信詹姆斯·厄爾·雷有動機，有足夠的錢和機動性來獨自實施暗殺。我們的政府一定參與提供詹姆斯·厄爾·雷的行兇地點和退路。

## 聯邦調查局和金的個人生活

### 聯邦調查局的監視和竊聽
聯邦調查局局長約翰·埃德加·胡佛為了削弱金作為民權領袖的勢力，親自下令監視金。根據丘奇委員會的說法，美國國會1975年的一項調查表明“從1963年12月直到1968年金被刺身亡，聯邦調查局一直密切打擊馬丁·路德·金以使他的民權領袖身份形同虛設。”
1963年秋，司法部長羅伯特·F·肯尼迪授權聯邦調查局繼續監聽馬丁·路德·金並告知了總統約翰·F·肯尼迪，兩位肯尼迪先生都曾試圖勸說金與捲入美國共產黨的紐約律師斯坦利·利維森絕交，但都失敗了。儘管羅伯特·F·肯尼迪只是書面批準有限地監聽金的電話“試行一個月左右”，但是胡佛擴大了權限，於是他的手下“肆無忌憚”地從金生活的方方面面蒐集任何有價值的證據。聯邦調查局在利維森和金的家中，以及金下榻的酒店房間都安裝了竊聽器。1967年胡佛將南方基督教領袖大會列為黑人民族主義仇恨團體，並下令：“運用反情報技術，不放過任何一個利用這些團體高階組織上或個人間衝突的機會，來瓦解目標團體，或者使他們名聲掃地。”

### 美國安全局監聽金的通信
在一次代號為“尖塔”（Minaret）的秘密行動中，國家安全局監聽了一些美國領袖，包括譴責美國發動越南戰爭的馬丁·路德·金。國家安全局自身檢討認為“尖塔”行動“是骯髒的，如果不是非法的”。

### 通姦指控

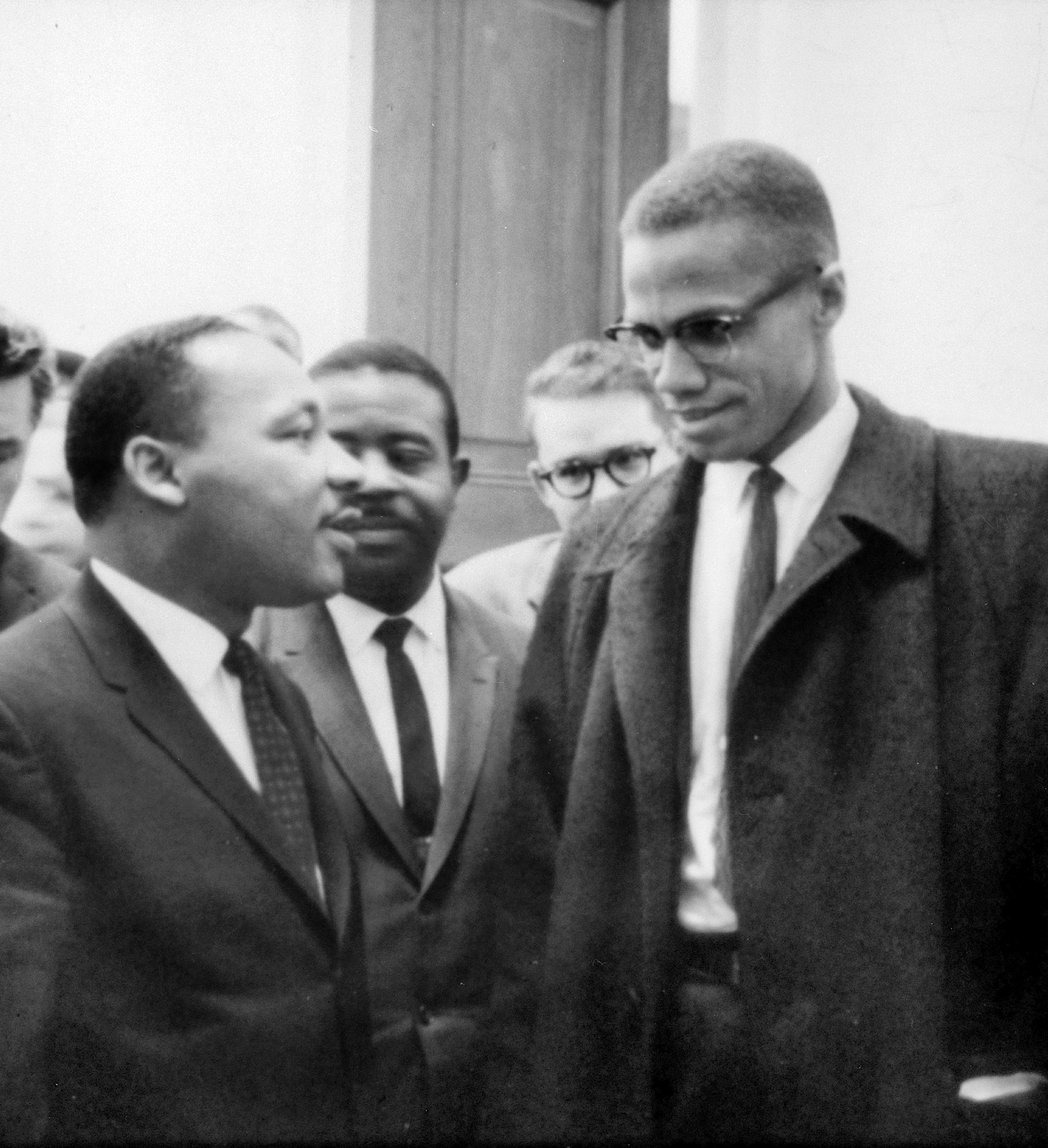
馬丁·路德·金和馬爾科姆·X，1964年3月26日

聯邦調查局斷定受共產主義思想滲透的金是危險人物，於是聯邦調查局轉而試圖通過揭露金的私生活來敗壞金的名聲。一些公之於眾的聯邦調查局監視資料表明聯邦調查局想要證明金多次出軌。林登·詹森總統也曾說金是一個“虛偽的布道者”。
拉爾夫·艾伯納西在他1989年出版的自傳《隔離之牆轟然倒塌》（And the Walls Came Tumbling Down）中寫道“女人是金的弱點”，儘管他們都“理解並信仰聖經禁止婚外性行為。但是金當時確實很艱難，無法抵抗誘惑”。在後來的採訪中，艾伯納西表示他只是用了“風流”一詞，並沒有明確地說金有婚外性行為，而且金和其他女人來往是情感上的，而不是性的。艾伯納西批評媒體炒作他關於金婚外情的說法，比如說媒體說他在書中承認金在被刺殺前一晚還發生了一夜情。而艾伯納西書中的原意是第二天早晨醒來時他看到金和一個女人一起從房間裡出來，還說“他可能和那個女人討論和辯論事情，想勸她加入運動。我並不知實情。”
大衛·蓋洛在1986年出版的《耶穌受難記》（Bearing the Cross）中提到金有很多次婚外情，其中一件是與金幾乎每天見到的一個女人發生的。據蓋洛說，“他們的關係……漸漸發展成了金生活的情感核心，但是金在旅行中還偶爾和別的女人發生關係。”蓋洛還說金把婚外情當成“減少焦慮的一種方式”。蓋洛聲稱，金的濫交讓他自己“很痛苦，有時候極其內疚”。金的妻子科麗塔看似對金的婚外情安之若素，曾說“他和其他女人的婚外情，在我們兩人高層次的世界裡，不值一提。”《耶穌受難記》（Bearing the Cross）發行後不久，民權作家豪威爾·萊恩斯給予了此書積極的評價，但是對於蓋洛所說的金的性生活，他認為是“聳人聽聞的”並指出蓋洛只是“堆砌而不是分析事實”。

所謂的“自殺信函”，由聯邦調查局匿名寄出

聯邦調查局將有關婚外情的報告發給行政部門、支持金的記者、金的潛在的合作夥伴、南方基督教領袖大會的資金來源以及金的家人。聯邦調查局還向金，發出了匿名信迫使金停止民權運動否則就把婚外情揭露出來。就在領取諾貝爾和平獎之前，金還收到了一封匿名威脅信。下面是這封信的一部分：
美國公眾以及幫助新教徒、天主教徒和猶太教徒的教會組織將知道你是個什麼人——一頭邪惡的野獸。那些支持你的人也會知道。金，你完蛋了。現在你只能做一件事，你知道是什麼。你只有34天來做這件事（這一確切是天數有其特定的原因，它有一定的實際重要性[原文]）。你完蛋了。你只剩一條路可走了。在全國人民知道你的骯髒奸詐之前，你最好走上這條路。
跟這封信一起送來的是，從聯邦調查局的竊聽記錄裡摘出來的一盤金的幾個婚外情人的錄音。金認為送來的這些東西是為了迫使他自殺，儘管美國國內情報部門的負責人威廉姆·沙利文當時認為它們只是為了“勸說金博士辭去南方基督教領袖大會主席職務”。然而金沒有被聯邦調查局的威脅嚇倒。
1977年法官小約翰·劉易斯·史密斯下令把聯邦調查局監聽金的所有錄音材料和筆錄文件封存在國家檔案館，直到2027年方可解禁。

### 暗殺時警察的觀察報告
在洛林汽車旅館對面，緊挨著雷所住的公寓有一個消防站。警員駐守在這個消防站監控金。在金被刺殺時，特工正監視著他。刺殺發生後，警員很快從消防站衝向汽車旅館。臥底警員馬瑞爾·麥科洛第一個對金實施了急救。金和聯邦調查局之間的對抗，沒有全方位緝拿凶手，警察出現在暗殺現場附近，種種跡象導致了民眾懷疑聯邦調查局參與了暗殺行動。

## 遺產

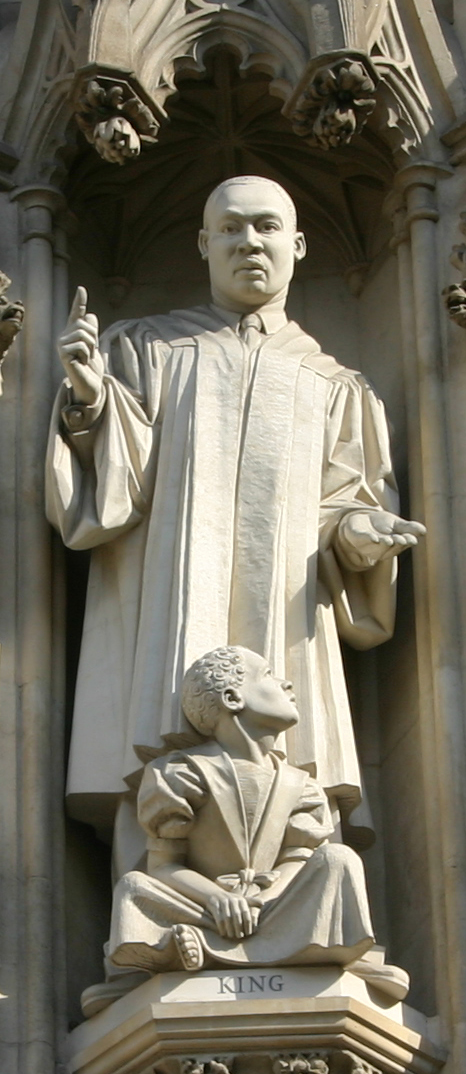
威斯敏斯特教堂上馬丁·路德·金雕像，1998年立。

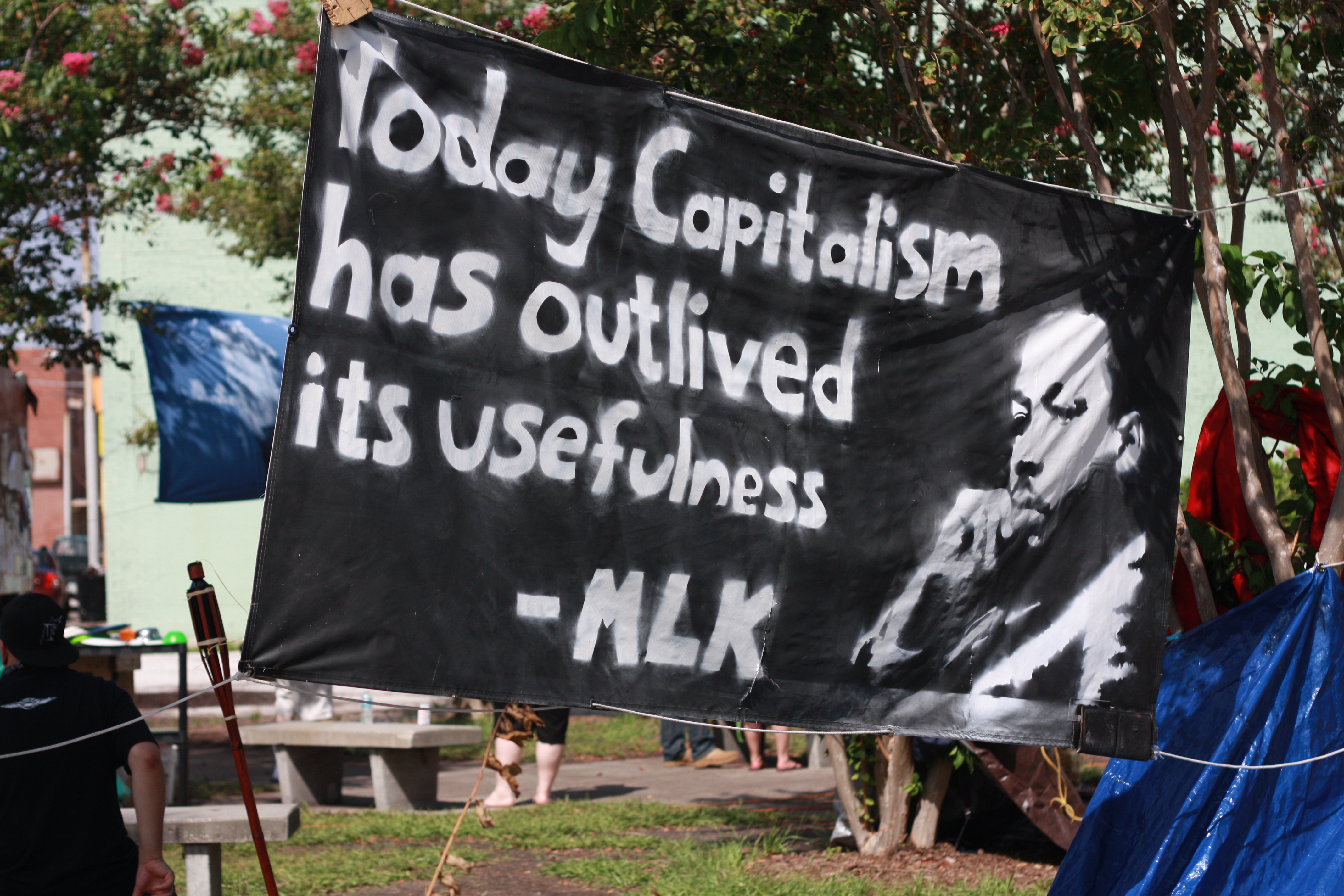
2012年共和黨全國大會外抗議人士所舉的標語

金最主要的遺產就是促進了美國民權進步。金被暗殺之後幾天，國會通過了1968年的《民權法案》。該法案的第八章，俗稱公平住房法（Fair Housing Act）禁止在進行房屋供給和與房屋供給有關的交易中依據種族、宗教和原國籍（後來又添加了性別、家庭狀況和殘疾）來區別對待。這項法案被認為是金最後幾年鬥爭反抗美國住房歧視的一項貢獻。
國際上，金的遺產包括對黑人覺醒運動和南非的民權運動產生的影響。爭取種族平等的南非領袖艾伯特·盧圖利參考了金所做的工作，並把它當作一種激勵，後來盧圖利也被授予諾貝爾獎。金被刺後第二天，愛荷華州賴斯維爾的小學老師簡·艾略特在她的班級開展了第一次“藍眼睛/棕眼睛”活動。簡·艾略特此舉是為了幫助學生們理解金的死亡與種族主義有關，因為生活在以白人為主的社區裡，這些學生並不理解這件事。金成為了美國進步史上的一個國家標誌。
金的遺孀——科麗塔·斯科特·金沿著丈夫的足跡，繼續為社會平等和公民權利奮鬥直到2006年逝世。馬丁·路德·金去世的那一年，科麗塔在佐治亞州亞特蘭大建立了馬丁·路德·金中心，致力於保護金的遺產和倡導全球性非暴力解決衝突和寬容所做的工作。他們的兒子德克斯特·金擔任了該中心的主席。他們的女兒尤蘭達·金是一名激勵人心的演說家、作家和更高境界培訓公司（Higher Ground Productions）的創始人，該公司專業從事多元化培訓，她死於2007年。
甚至金家庭的內部成員都在金對男同性戀、女同性戀、雙性戀以及變性人的宗教和政治看法上有分歧。金的遺孀科麗塔公開表示她相信金會支持同性戀權利。但是，金最小的孩子伯尼斯·金曾說金會反對同性戀婚姻。
1968年2月4日，在埃比尼澤浸禮會教堂，談到他希望死後如何被人懷念時，金說：
我希望有一天人們會說馬丁·路德·金為服務他人奉獻了自己的一生，我希望有一天人們會說馬丁·路德·金試著去愛他人。
我希望有一天你們會說我在越戰問題上做出了正確的選擇。我希望有一天你們會說我給飢餓者食物，給躶體者衣服。我希望有一天你們會說我慰問那些被關在監獄裡的人。我希望有一天你們會說我關愛人類並為之服務。

是的，也許你們會說我是一個樂隊指揮。說我指揮的是公平之曲，和平之曲，正義之曲。所有其他膚淺的東西都不值一提。我將不會留下金錢和精緻奢侈的遺產。堅定奉獻的一生將是我唯一的遺產。

### 馬丁·路德·金紀念日
從1971年開始，一些州和城市如聖路易斯、密蘇里確立了“馬丁·路德·金年度紀念日”。1983年11月2日，總統罗纳德·里根在白宮玫瑰園簽署法案建立聯邦假日來紀念金；第一次放假是1986年1月20日，被稱為“馬丁·路德·金日”。而下一任總統乔治·赫伯特·沃克·布什於1992年宣佈，“馬丁·路德·金日”定在每年一月的第三個星期一，這一天接近金的生日。2000年1月17日，美國全部50個州第一次正式慶祝馬丁·路德·金日，亞利桑那州（1992年）、新罕布什爾州（1999年）和猶他（2000年）是最後三個承認這一節日的州，此前猶他州是以“人權日”的名義慶祝這一天。

### 禮儀慶典
美國聖公會教堂在每年4月4日——金的忌日以年度齋戒日的方式紀念殉道者金。而美國福音路德教會在每年1月15日——金的生日以做禮拜的儀式紀念金。

## 獎勵和表彰

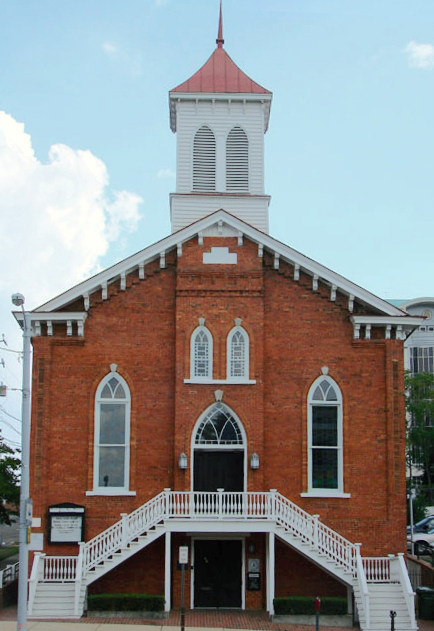
德克斯特大道浸信會教堂在1978年改名為金紀念教堂

金一生被各學院和大學授予了至少50個名譽學位。1964年10月14日，由於他領導美國民眾非暴力抵抗種族不平等的卓越貢獻，金成為史上最年輕的諾貝爾獎獲得者。1965年，為“推進人類自由原則所做的特殊貢獻”，美國猶太人委員會授予金美國自由勛章。在領獎詞中，金如是說：“自由是一件事。如果不全部擁有它，你就不自由。”
1957年，全國有色人種協進會授予金斯平加恩獎（Spingarn Medal）。兩年之後，他的書《邁向自由：蒙哥馬利的故事》（Stride Toward Freedom: The Montgomery Story）獲得了安斯非爾德-沃爾夫圖書獎（Anisfield-Wolf）。1966年，為表彰“他對偏見的勇敢抵抗以及為提升社會公平和人類尊嚴而做出的終生貢獻”，美國計畫生育聯合會授予金瑪格麗特·桑格獎。同一年，金當選為美國藝術和科學院的成員。1971年，金的“我為何反對越南戰爭”被追授格萊美獎最佳誦讀專輯獎。
1977年，總統吉米·卡特追授予金總統自由勛章。嘉獎辭如下：
馬丁·路德·金是他們那一代的良心。他凝視著種族隔離的高牆，看到只有愛的力量可以將其推倒。為了實現國父們對我們卑微的國民所做的承諾，他不畏艱難竭盡全力，他激昂雄辯的演說辭中滲透著他的美國夢。我們的國家因他而更加美好，更加強大。他的夢想支撐著我們。
2004年金及其妻子被授予國會金質獎章。在蓋洛普20世紀最受推崇人名單中，金名列第二。1963年，金被評為時代年度風雲人物，2000年在《時代》雜誌發起的在線調查“世紀人物”中，金名列第六。在發現頻道和美國在線舉辦的“美國偉人”中，金排名第三。

### 馬丁·路德·金同名場所和建築
在美國，超過730個城市有名為“馬丁·路德·金”的街道。1986年華盛頓州為紀念金再次命名“金縣”，並在2007年把金縣的徽標改成了金的頭像。為紀念金，位於賓夕法尼亞州哈里斯堡的市政府中心也以金的名字命名。1980年，美國內政部將金少年時期亞特蘭大的家和附近的幾座建築物指定為馬丁·路德·金國家歷史遺址。1996年，國會授權Alpha Phi Alpha聯誼會（金曾是其中成員）建立一個基金會來管理基金籌措和設計位於華盛頓特區的馬丁·路德·金紀念碑。金是第一個非裔美國人和第四個非總統人士在國家廣場上擁有自己的紀念碑。2011年8月，由國家公園管理局管理的馬丁·路德·金紀念碑向世人開放。紀念碑位於華盛頓特區西南部1964獨立大道，這個大道是為了紀念1964年通過的《1964年民權法案》。

## 馬丁·路德·金的著作
- Stride Toward Freedom: The Montgomery Story (1958) ISBN 978-0-06-250490-6
- The Measure of a Man (1959) ISBN 978-0-8006-0877-4
- Strength to Love (1963) ISBN 978-0-8006-9740-2
- Why We Can't Wait (1964) ISBN 978-0-8070-0112-7
- Where Do We Go from Here: Chaos or Community? (1967) ISBN 978-0-8070-0571-2
- Conscience for Change (1968) ISBN 978-0-8070-0170-7
- A Testament of Hope: The Essential Writings and Speeches of Martin Luther King, Jr. (1986) ISBN 978-0-06-250931-4
  - 中文版《马丁路德文选》2003中国社会科学出版
- The Autobiography of Martin Luther King, Jr. (1998), ed. Clayborne Carson ISBN 978-0-446-67650-2
  - 中文版《马丁路德自传》2009江西人民出版社，2020中国人民大学出版社
- "All Labor Has Dignity" (2011) ed. Michael Honey ISBN 978-0-8070-8600-1
- "Thou, Dear God": Prayers That Open Hearts and Spirits Collection of Dr. King's prayers. (2011), ed. Dr. Lewis Baldwin ISBN 978-0-8070-8603-2
- MLK: A Celebration in Word and Image Photographed by Bob Adelman, introduced by Charles Johnson ISBN 978-0-8070-0316-9

## 流行文化

### 電影
- 《Selma, Lord, Selma（英语：Selma, Lord, Selma）》：1999年電視電影，由Clifton Powell（英语：Clifton Powell）飾演。
- 《我們的朋友馬丁（英语：Our Friend, Martin）》：1999年動畫電影，由金的兒子德克斯特·斯科特·金（英语：Dexter Scott King）飾演。
- 《捍衛公理（英语：Boycott (2001 film)）》：2001年電視電影，由傑佛瑞·懷特飾演。
- 《人權鬥士：羅莎派克（英语：The Rosa Parks Story）》：2002年電視電影，由德克斯特·斯科特·金飾演[279]。
- 《白宮第一管家》：2013年電影，由尼爾森·伊力斯（英语：Nelsan Ellis）飾演[280]。
- 《民權之路：貝蒂與科麗塔（英语：Betty & Coretta）》：2013年電影，由Malik Yoba（英语：Malik Yoba）飾演。
- 《逐夢大道》：2014年電影，由大衛·歐洛沃飾演[281]。
- 《總統之路（英语：All the Way (film)）》：2016年電影，由安東尼·麥基飾演[282]。
- 《美國：一部電影》：2021年動畫電影，片中馬丁·路德·金恩出席林肯的葬禮。
- 《鲁斯汀》：2023年電影，由艾繆·艾敏飾演。

### 電視劇
- 《金（英语：King (miniseries)）》：1978年迷你劇，由保罗·温菲尔德飾演。
- 《世紀天才》：2024年電視劇，由小凱爾文·哈里遜（英语：Kelvin Harrison Jr.）飾演。

### 音樂
- 〈If I Can Dream（英语：If I Can Dream）〉：1968年英語歌曲，由埃爾維斯·皮禮士利演唱，歌詞引用了《我有一个梦想》的演講詞[283]。
- 〈最好的時刻〉：2013年粵語歌曲，由香港歌手謝安琪主唱，受到金啟發[284]。

### 更多閱讀
- Ayton, Mel. . Archebooks Publishing. 2005. ISBN 1-59507-075-3.
- Branch, Taylor. . Simon & Schuster. 1988. ISBN 0-671-46097-8.
- Branch, Taylor. . Simon & Schuster. 1998. ISBN 0-684-80819-6.
- King, Coretta Scott. . Henry Holth & Co. 1993 [1969]. ISBN 0-8050-2445-X.
- King, Martin Luther Jr. Cornel West , 编. . Beacon Press. 2015  [2020-07-21]. ISBN 978-0-8070-1282-6. （原始内容存档于2020-12-23）. （页面存档备份，存于）
- Kirk, John A., ed. Martin Luther King Jr. and the Civil Rights Movement: Controversies and Debates (2007). pp. 224
- Schulke, Flip; McPhee, Penelope. King Remembered, Foreword by Jesse Jackson (1986). ISBN 978-1-4039-9654-1
- Waldschmidt-Nelson, Britta. Dreams and Nightmares: Martin Luther King Jr. Malcolm X, and the Struggle for Black Equality. Gainesville, FL: University Press of Florida, 2012. ISBN 0-8130-3723-9.

## 外部連結
- （英文）馬丁·路德·金的首頁
- （英文）馬丁·路德·金計畫（页面存档备份，存于）
- （英文）西雅圖時報: 馬丁·路德·金（页面存档备份，存于）
- （英文）1964年諾貝爾和平獎（页面存档备份，存于）
- （英文） - 對馬丁·路德·金的回憶
- （英文） - 貧苦大眾的英雄！
- （英文）中關於馬丁·路德·金的內容
- （英文）馬丁·路德·金：從伯明翰市監獄發出的信
- （英文）馬丁·路德·金恩在林肯紀念堂前演講《我有一個夢》 （页面存档备份，存于）
- （繁體中文）馬丁路德金恩 (Martin Luther King Jr.)（页面存档备份，存于）
- （繁體中文）馬丁‧路德‧金恩二世 (Martin Luther King Jr.)相關資訊（页面存档备份，存于）
- （繁體中文）馬丁．路德．金恩：我有一個夢（页面存档备份，存于）
- （简体中文）馬丁·路德·金：《我有一個夢》（页面存档备份，存于）
- 劉擎：〈馬丁·路德·金抄襲事件〉（页面存档备份，存于）（2012）

### 影音資料
- （英文）網上檔案: 新黑人，金接受了J. Waites Waring的採訪
- （英文）純音線上 歷史頻道頁面中《我有一個夢》的演講相關資料